# عملية بربروسا
عملية بربروسا (بالألمانية: Unternehmen Barbarossa) هو الاسم الرمزي الذي أطلقته دول المحور على عملية غزو الاتحاد السوفيتي خلال الحرب العالمية الثانية، بدأ الهجوم في 22 يونيو 1941 بمشاركة 4.5 مليون جندي من قوات المحور على جبهة بطول 2,900 كم. سميت العملية باسم بربروسا نسبة إلى الإمبراطور الألماني فريدريك الأول بربروسا حيث تقول الأسطورة أن بربروسا سيستيقظ من سباته وينقذ ألمانيا حينما تحتاجه. شكلت عملية بربروسا الجزء الأكبر من معارك الجبهة الشرقية خلال الحرب العالمية الثانية.
ترجع جذور العملية إلى أهداف أيديولوجية لألمانيا النازية بالاستيلاء على غرب الاتحاد السوفيتي واستيطان الألمان فيه واستخدام السلاف عبيد سخرة للعمل في المجهود الحربي لقوات المحور، والاستيلاء على احتياطي النفط من القوقاز والموارد الزراعية من الأراضي السوفيتية.
وفي العامين اللذين سبقا الغزو، وقعت ألمانيا والاتحاد السوفيتي اتفاقيات سياسية واقتصادية لأغراض إستراتيجية. ومع ذلك فقد بدأت القيادة العليا للجيوش الألمانية بالتخطيط لغزو الاتحاد السوفيتي في يوليو 1940 باسم عملية أوتو التي وافق عليها أدولف هتلر في 18 ديسمبر 1940. على مدار فترة العملية فقد غزا غربي الاتحاد السوفييتي حوالي أربعة ملايين جندي من قوات المحور في أضخم حملة عسكرية في تاريخ الحروب بجبهة طولها  2,900 كيلومتر (1,800 ميل). وبالإضافة إلى ذلك فقد استخدم الفيرماخت حوالى 600 ألف عربة وما بين 600-700 ألف حصان للعمليات غير القتالية. وشهد الهجوم تصعيدًا للحرب سواء جغرافيًّا أو في تشكيل جبهة الحلفاء.
في الـ 22 من يونيو عام 1941م عند الساعة الثالثة صباحاً ودون أعلان الحرب رسمياً تسلل جنود القوات الألمانية إلى الاراضي الروسية تبعتهم مئة وثلاثة وخمسون فرقة المانية مع فرقاً فلندية ورومانية  وسلوفاكية وهنجارية بل حتى فرقة من الفاشيين الاسبان، ثلاثة ملايين رجلاً مع ستمئة ألف شاحنة صنع الكثير في مصانع فرنسية كبيرلية ورينو. أكثر من ثلاثة آلاف دبابة وسبعة الآف مدفع ، ثلاثة آلاف طائرة.
خلال 24 ساعة تم تدمير 1500 طائرة سوفيتية متوقفة على الأرض، أسقط الالمان أكثر من 300 طائرة روسية. تلقى سلاح الجو السوفيتي ضربة مدمرة مفاجأة وكان التفوق الألماني واضحاً منذ البداية.
أنطلق الهجوم الألماني على مساحة 3000 كم ، وفي ثلاثة جهات مختلفة كان الهدف الايديولوجي في الشمال لينين غراد، مدينة لينين مهد الثورة الروسية سانت بطرسبرغ حالياً. وكان الهدف السياسي بالوسط موسكو عاصمة ستالين، وكان الهدف الأقتصادي في الجنوب كييف وأوكرانيا. تمكنت القوات الألمانية على الصعيد العسكري من تحقيق انتصارات كبرى بحيث تمكنت من احتلال بعض أهم المناطق الاقتصادية للاتحاد السوفييتي خاصة في الجمهورية الأوكرانية السوفيتية الاشتراكية مما ألحق بالعدو خسائر فادحة وثقيلة. ولكن وبالرغم من نجاحات قوات المحور، إلا أن الهجوم الألماني قد توقف في معركة موسكو، وبعد ذلك دفعت القوات السوفيتية بهجوم شتوي مضاد القوات الألمانية. فصد الجيش الأحمر أقوى ضربات الفيرماخت وأجبر الألمان الذين هم غير مستعدين لحرب استنزاف. فلم يتمكن الفيرماخت مرة أخرى من تنظيم هجوم شامل على طول الجبهة الاستراتيجية للسوفييت. فأدى فشل العملية بهتلر للمطالبة بمزيد من العمليات ذات النطاق المحدود داخل الاتحاد السوفيتي، مثل العملية الزرقاء في عام 1942 وعملية سيتاديل في عام 1943 - وكلها فشلت في نهاية المطاف.
ساهم فشل عملية بربروسا بتحول في مصير الرايخ الثالث. وذلك أن انهيار العملية قد فتح على الألمان الجبهة الشرقية التي اشتركت فيها عدد من الجيوش أكثر من أي حرب أخرى في التاريخ. وأضحت تلك الجبهة مسرحًا لأضخم المعارك وارتكبت فيها أفظع الأعمال الوحشية وتمت فيها أعلى عدد من الخسائر البشرية في صفوف وحدات السوفييت والمحور على حد سواء مما أثر في مسار الحرب العالمية الثانية ومن بعده تاريخ القرن العشرين. فالجيوش الألمانية قد أسرت 5.5 مليون من جنود الجيش الأحمر، ولكنها حرمتهم من الحماية التي تكفلتها اتفاقيات لاهاي ومعاهدة جنيف لسنة 1929. مات معظم أسرى الحرب من الجيش الأحمر بسبب تعمد النازيون قتلهم أو تجويعهم حتى الموت، فتعرض «لخطة الجوع» 3.3 مليون سجين بالإضافة إلى عدد كبير من المدنيين كانت ألمانيا تهدف إلى الاستعاضة عن عدد كبير من السكان السلاف واسكان مستوطنين ألمان. قتلت فرق الموت النازية (أينزاتسغروبن) وعمليات الغاز أكثر من مليون من المدنيين السوفييت من يهود وغجر ومفوضين سياسيين سوفيت وعرقيات أخرى.

## البداية

### سياسة ألمانيا النازية العنصرية
ذكر أدولف هتلر في كتابه كفاحي أوائل سنة 1925 أنه سيغزو الاتحاد السوفيتي مؤكدا أن الشعب الألماني بحاجة لتأمين ليبنسراوم (بالألمانية: Lebensraum) أي بحاجة لمجال حيوي" بعبارة أخرى (أرض ومواد خام) لضمان بقاء ألمانيا للأجيال القادمة. وأخبر هتلر قادة جيشه في 10 فبراير 1939 بأن الحرب المقبلة ستكون "حربًا بين الشعوب والأعراق«. وما أن بدأت الحرب العالمية الثانية حتى أعلن هتلر في 23 نوفمبر أن»الحرب العرقية قد اندلعت وأنها ستحدد من سيحكم أوروبا ومعها العالم". فقد صورت الدعاية النازية أن من يسكن الاتحاد السوفيتي (وجميع أوروبا الشرقية) هم شعوب أدنى من الآريين ويحكمها بلاشفة يهود متآمرون. وادعى هتلر في كتابه كفاحي أن مصير ألمانيا هو "بالتحول جهة الشرق«كما جرى قبل ستمائة عام»(انظر التوسع الألماني الشرقي). وبناء على ذلك كانت سياسة النازية تهدف بوضوح إلى قتل وترحيل واستعباد الروس وغيرهم من السكان السلافيين وإعادة إسكان الألمان محلهم وقد سميت هذه السياسة «خطة الشرق العامة». إن اعتقاد الألمان بتفوقهم العرقي واضح في السجلات الألمانية الرسمية ويمكن تمييزها في المقالات العلمية الزائفة في الدوريات الألمانية في ذلك الوقت، والتي تناولت مواضيع مثل «كيفية التعامل مع السكان الأجانب» التي ذكرت بشكل تفصيلي في «مجلد غورينغ الأخضر» كما أن سياسة النازية هدفت إلى استئصال السكان المتحضرين من الأراضي التي يتم غزوها عن طريق المجاعة مما يؤدي إلى خلق فائض زراعي لتزويد ألمانيا بالغذاء وكذلك إسكان الألمان الذين يعتبرون أعلى شأنا محلهم.
بينما يميل كبار المؤرخين إلى تأكيد فكرة نظافة الفيرماخت إلا أن المؤرخ يورغن فورستر ذكر: «في الواقع كان القادة العسكريون قد أدخلوا في صراع ذي طابع أيديولوجي وساهموا بتنفيذه لأنهم مشاركون راغبون بذلك». لذلك فإن القوات الألمانية قد لقنوا تلقينا قويا قبل وأثناء غزو الاتحاد السوفييتي بأيديولوجية مناهضة للبلشفية ومعادية للسامية والمضادة للسلافية عبر الأفلام والإذاعة والمحاضرات والكتب والمنشورات. وقد شبه هتلر القوات السوفييتية بقوات جنكيز خان أثناء مقابلته القائد العسكري الكرواتي سلافكو كفاترنيك قائلا: إن «العرق المنغولي» هدد أوروبا. وعند الغزو طلب ضباط الفيرماخت من جنودهم استهداف الناس الذين وصفوا بأنهم «بلاشفة يهود دونيين» و«بقايا مغول» و«فيضانات آسيوية» و«وحوش حمراء». وقد صورت الدعاية النازية الحرب ضد الاتحاد السوفيتي على أنها حرب أيديولوجية بين الاشتراكية الوطنية الألمانية والبلشفية اليهودية وأنها حرب عنصرية بين الألمان واليهود والغجر والسلاف الدونيين. وهناك «أمر من الفوهرر» لفرق الموت النازية (أينزاتسغروبن) بإعدام جميع الموظفين السوفييت الدونيين "من الآسيويين والغجر واليهود". ونظرت القوات الألمانية إلى الحرب من منظور نازي وعدوا أعدائهم السوفييت بأنهم دون البشر.
وعندما بدأت الحرب حظر النازيون العلاقات الجنسية بين الألمان والعمال العبيد الأجانب. وكانت هناك لوائح صدرت ضد العمال الشرقيين (بالألمانية: Ostarbeiter) شملت عقوبة الإعدام للعلاقات الجنسية مع ألمانية. وكتب هاينريش هيملر في مذكرته السرية تأملات حول معاملة شعوب الأعراق الغريبة في الشرق (بتاريخ 25 مايو 1940) والخطوط العريضة لخطط مستقبلية للسكان غير الألمان في الشرق. ويعتقد هيملر أن عملية الصبغة الألمانية في أوروبا الشرقية ستكون كاملة عندما «يسكن الشرق فقط أشخاص ذووا دم ألماني جرماني حقيقي».
وقد دعا المخطط النازي السري «خطة الشرق العامة» الذي أعد في 1941 وأعتمد في 1942 إلى إقامة نظام جديد للعلاقات الإثنية في الأراضي التي احتلتها ألمانيا النازية من أوروبا الشرقية. وصورت الخطة التطهير العرقي والإعدام واسترقاق الأغلبية الساحقة من سكان المقاطعات التي غزتها مع نسب مختلفة صغيرة جدا من شعوب عدة أن تخضع للألمنة أو الطرد إلى الداخل الروسي أو مصائر الأخرى. والأثر الصافي لهذه الخطة هو ضمان إضفاء الطابع الألماني على الأراضي المحتلة. وقد قسمت إلى جزأين: الخطة الصغيرة التي شملت الإجراءات التي يتعين اتخاذها خلال الحرب، والخطة الكبيرة التي شملت الإجراءات التي سيتم اتخاذها بعد الحرب، وتنفذ تدريجيا على مدى فترة تتراوح بين 25 و 30 سنة.
وأشارت الأدلة من خطاب ألقاه الجنرال إريش هويبنر إلى تنسيق عملية بربروسا والخطة النازية العنصرية حيث خطب في المجموعة الرابعة بانزر بأن الحرب ضد الاتحاد السوفيتي هي «جزء أساسي من نضال الشعب الألماني من أجل الوجود» (بالألمانية: Daseinskampf)، مشيرا أيضا إلى أن المعركة الوشيكة هي «نضال قديم للألمان ضد السلاف» وذكر:"يجب أن يكون نضالنا إلى إبادة روسيا اليوم وبالتالي يجب شن حرب لا هوادة لها". وأضاف هويبنر أن الألمان كانوا يقاتلون من أجل «الدفاع عن الثقافة الأوروبية ضد الغزو الموسكوي-الآسيوي ومنع البلشفية اليهودية، ولا ينبغي أن ينجو أي من أتباع نظام روسيا البلشفي الحالي». كما قال فالتر فون براوخيتش لمرؤوسيه أنه يجب على الجيش أن ينظر إلى الحرب على أنه "صراع بين عرقين مختلفين وينبغي أن يتصرف بالقسوة اللازمة". فالدوافع العنصرية كانت أساسية في الأيديولوجية النازية ولعبت دورا مهما في التخطيط لعملية بربروسا عندما اعتبرت اليهود والشيوعيين أعداء معادين للدولة النازية. فقد أديرت طموحات الإمبريالية النازية دون اعتبار أخلاقي لأي من المجموعتين في نضالهم النهائي من أجل العيش. فالحرب ضد الاتحاد السوفيتي في نظر النازيين هي حرب إبادة (بالألمانية: Vernichtungskrieg).

### العلاقات الألمانية السوفييتية 1939–1940

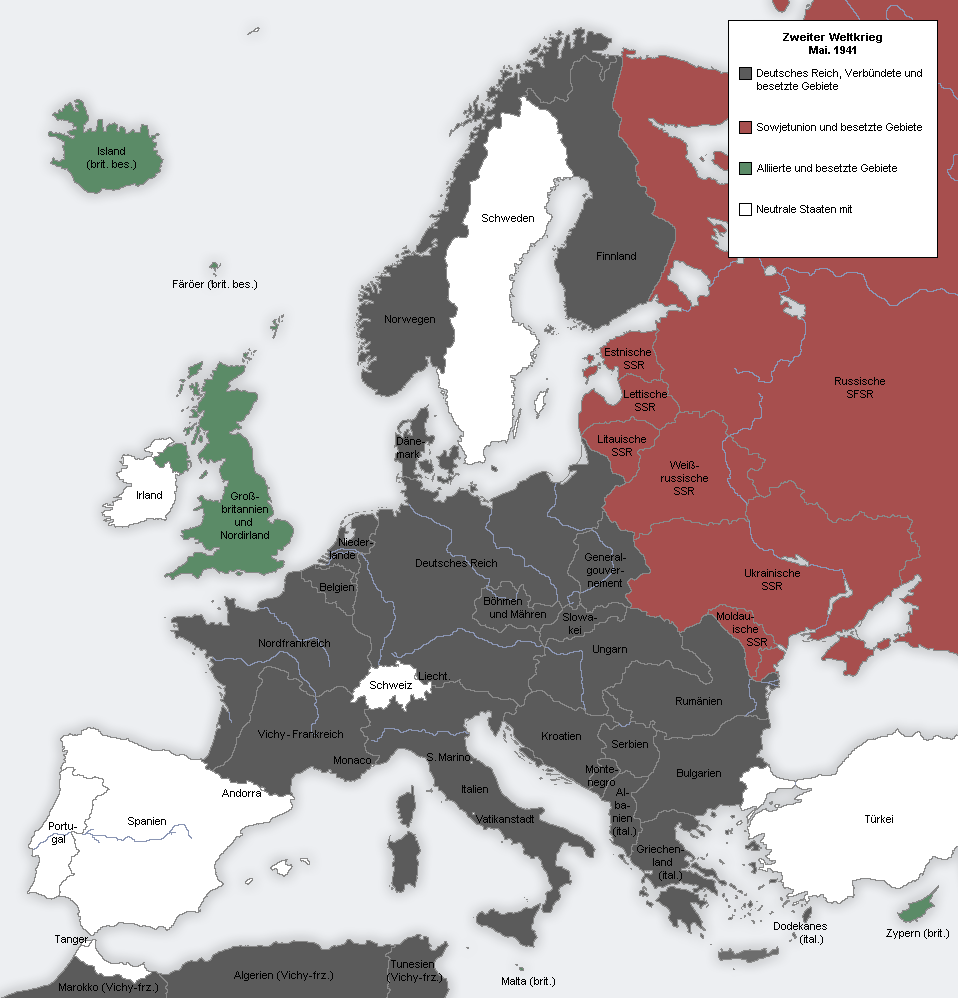
الإستعدادات الجيوسياسية في أوروبا في 1941 قبل بدء عملية بربروسا مباشرة. وتمثل المنطقة الرمادية ألمانيا النازية وحلفائها والدول الواقعة تحت سيطرتها.

وقعت ألمانيا النازية مع الاتحاد السوفييتي سنة 1939 معاهدة «مولوتوف-ريبنتروب» وذلك قبيل الاجتياح الألماني السوفيتي لبولندا وهي معاهده «عدم اعتداء» من قبل الطرفين (الألماني والسوفيتي) وهو ما أعلن عنه إلا أن البروتوكولات السرية للمعاهدة ضمت اتفاق تقسيم الدول الحدودية لأوروبا الشرقية وجعلها «مناطق نفوذ» بينهما: يقوم الاتحاد السوفيتي وألمانيا بتقسيم بولندا في حال تعرضها لغزو ألماني، وسيسمح للسوفيات باجتياح دول البلطيق وفنلندا. وقد أخفيت البنود السرية للميثاق بحيث لم تكن دول العالم على علم بأحكام تقسيم بولندا. لقد فاجأ الميثاق العالم بسبب العداء المتبادل بين الطرفين وأيديولوجياتهما المتضاربة. وأعقب ختام هذه الاتفاقية غزو ألمانيا لبولندا في 1 سبتمبر الذي تسبب في اندلاع الحرب العالمية الثانية في أوروبا ثم الغزو السوفيتي لبولندا الذي أدى إلى ضم الجزء الشرقي من البلاد. ونتيجة لهذا الاتفاق حافظت ألمانيا والاتحاد السوفيتى على علاقات دبلوماسية متراصة لعامين، وعززتها علاقة اقتصادية هامة. وارتبطت الدولتان سنة 1940 باتفاقية تجارية تزود فيه ألمانيا للسوفييت معدات عسكرية وسلع تجارية مقابل المواد الخام مثل النفط والقمح لمساعدة النازيين من التحايل على الحصار البريطاني عليها.
بالرغم من العلاقات الودية الظاهرة بين الطرفين إلا أن كل جانب كان يشك بنوايا الطرف الآخر. على سبيل المثال فالغزو السوفيتي لبوكوفينا في يونيو 1940 قد تجاوز مجال نفوذه حسب إتفاقه مع ألمانيا. وبعد دخول ألمانيا اتفاق المحور مع اليابان وإيطاليا بدأت المفاوضات حول إمكانية دخول السوفيتي في الميثاق. وبعد يومين من المفاوضات في برلين في الفترة من 12 إلى 14 نوفمبر 1940 قدمت ألمانيا اقتراحا خطيا لدخول السوفيت إلى المحور. ثم رد السوفييت في 25 نوفمبر 1940 باقتراحا مضاد مكتوب للانضمام إلى المحور إذا امتنعت ألمانيا عن التدخل في مجال نفوذ الاتحاد السوفييتي، ولكن ألمانيا لم ترد. وفي الوقت الذي بدأ فيه الجانبان يصطدمان ببعضهما البعض في أوروبا الشرقية فبدأ احتمالية الصراع تزداد، على الرغم من أنهما وقعا اتفاقا حدوديا وتجاريا تناول عدة قضايا مفتوحة في يناير 1941. وأكد المؤرخ روبرت سيرفيس أن الزعيم السوفيتي جوزيف ستالين مقتنع بأن اجمالي القوة العسكرية لاتحاد الجمهوريات الاشتراكية السوفيتية تجعله لا يخشى شيئا، وتوقع انتصارا سهلا في حال هجوم ألمانيا وفوق ذلك رأى ستالين أنه بما أن الألمان لا يزالون يقاتلون البريطانيين في الغرب فمن غير المرجح أن يفتح هتلر جبهتين للحرب، وبالتالي يؤخر إعادة بناء التحصينات الدفاعية في المناطق الحدودية. عندما تجول الجنود الألمان عبر نهر بوك لتحذير الجيش الأحمر من هجوم وشيك عاملوهم بأنهم عملاء أعداء وأطلقوا عليهم النار. يعتقد بعض المؤرخين أن ستالين بالرغم من وجود جبهة ودية مع هتلر، إلا انه لم يرغب في البقاء حليفا لألمانيا. وفوق ذلك قد تكون لستالين نوايا بالمضي قدما في حملته ضد ألمانيا ليتبعها عداء واحد ضد بقية أوروبا.

### خطة الغزو الألماني

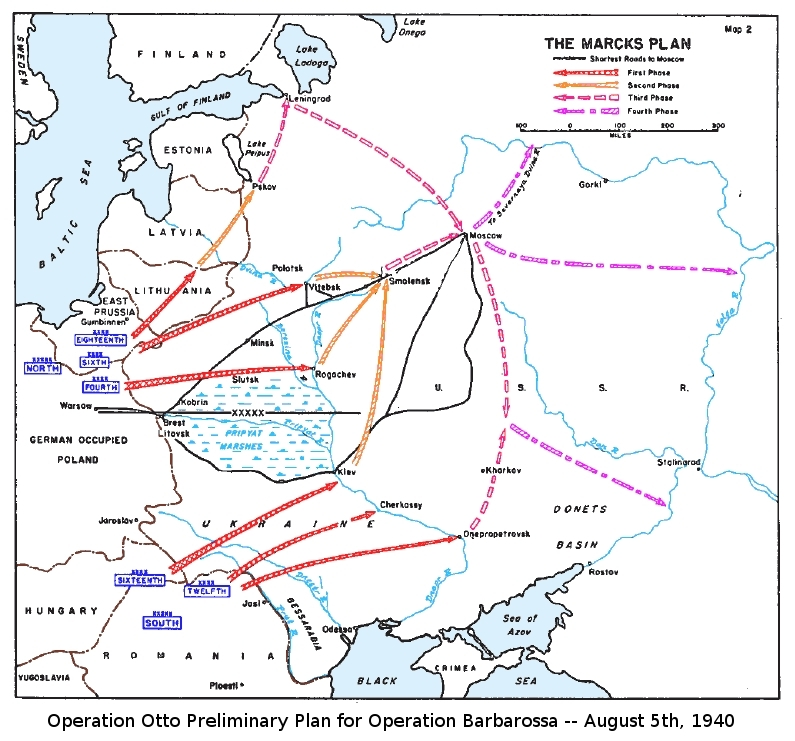
كانت خطة ماركس هي الخطة الألمانية للهجوم على السوفييت في عملية بربروسا، كما هو موضح في دراسة الحكومة الأمريكية (مارس 1955).

ساهمت سمعة ستالين بأنه دكتاتور وحشي في تبرير النازيين هجومهم وإيمانهم بنجاحها؛ فقد قتل العديد من الضباط العسكريين الروس ذوي الكفاءة والخبرة في عملية تطهير كبرى في عقد 1930 مما ترك للجيش الأحمر قيادة عديمة الخبرة نسبيا مقارنة مع نظرائهم الألمان. وكثيرا ماأكد النازيين على وحشية النظام السوفيتي عند استهدافهم السلاف. وزعموا أيضا أن الجيش الأحمر كان يستعد لمهاجمة الألمان، وبالتالي أظهروا غزوهم بأنه ضربة وقائية.
بعدما ازداد التوتر المتصاعد بين السوفييت والألمان على البلقان في منتصف عام 1940 ازدادت قناعة هتلر بأن غزو الاتحاد السوفيتي الحل الوحيد. ففي حين لم يتم وضع خطط ملموسة حتى الآن إلا أن هتلر قال لأحد جنرالاته في يونيو أن الانتصارات في أوروبا الغربية أطلقت أخيرا يديه على مهمته الأساسية: المواجهة مع البلشفية. مع نهاية ناجحة للحملة على فرنسا تم تعيين الجنرال اريك ماركس رئيسا للفريق العامل في وضع خطط الغزو الأولي للاتحاد السوفيتي. كانت خطط المعركة الأولى بعنوان عملية مشروع الشرق (اشتهرت بالعامية باسم خطة ماركس). ودعا تقريره إلى أن يكون خط A-A هو الهدف التشغيلي لأي غزو للاتحاد السوفيتي. وامتد هذا الهدف من مدينة أرخانغلسك الشمالية على المحيط المتجمد الشمالي عبر غوركي وروستوف إلى مدينة أستراخان الساحلية عند مصب نهر الفولغا على بحر قزوين. وخلص التقرير إلى أن هذه الحدود العسكرية من شأنها أن تقلل من التهديد الذي تتعرض له ألمانيا (والرايخ الثالث) من هجمات القاذفات المعادية.
بالرغم من تحذير طاقم هتلر له بأن احتلال «روسيا الغربية» من شأنه أن يزيد من استنزاف الوضع الاقتصادي لألمانيا إلا أنه توقع جني فوائد تعويضية: مثل تسريح قطعات عسكرية كاملة للتخفيف من النقص الحاد للعمالة في الصناعات الألمانية؛ واستغلال أوكرانيا كمصدر موثوق به وهائل للمنتجات الزراعية؛ واستخدام السخرة لتحفيز الاقتصاد العام في ألمانيا؛ وتوسيع الأراضي لتحسين جهود ألمانيا في عزل المملكة المتحدة. وكان هتلر مقتنعا بأن بريطانيا ستطالب بالسلام بمجرد انتصار الألمان في الاتحاد السوفيتي، وإذا لم يفعلوا ذلك فإنه سيستخدم الموارد المتاحة في الشرق لهزيمة الإمبراطورية البريطانية.
وفي 5 ديسمبر 1940 استلم هتلر الخطط العسكرية النهائية للغزو التي عملت عليها القيادة الألمانية العليا منذ يوليو 1940 تحت اسم ترميز «عملية أوتو». غير أن هتلر لم يكن راضيا عن تلك الخطط، وأصدر الفوهرر في 18 ديسمبر توجيهات الفوهرر 21 التي دعا بها إلى خطة جديدة وأطلق عليها اسم «عملية بربروسا» تيمنا باسم فريدريك بربروسا إمبراطور الإمبراطورية الرومانية المقدسة، زعيم الحملة الصليبية الثالثة في القرن 12. حددت بداية العملية في 15 مايو 1941 على الرغم من تأخرها 7 أسابيع وذلك لكسب مزيد من الوقت للتحضير وأيضا بسبب الحرب في البلقان وسوء الأحوال الجوية.
ووفقا لمقال كتبه المؤرخ الألماني أندرياس هيلغروبر صدر في 1978 فإن خطط الغزو التي وضعتها النخبة العسكرية الألمانية قد صبغتها الغطرسة الناجمة عن هزيمة فرنسا السريعة على يد «الفيرماخت» الذي لا يقهر وتجاهل القوالب النمطية الألمانية التقليدية بأفكارها الشائعة عن روسيا بأنها دولة «آسيوية» بدائية ومتخلفة. واعتبر جنود الجيش الأحمر شجعان وأقوياء، ولكن ضباطهم واجهوا الإزدراء. ولم تعطي قيادة الفيرماخت اهتماما يذكر بسياسة ولا بثقافة ولا بالقدرة الصناعية الكبيرة للاتحاد السوفيتي بسبب ضيق نظرتها العسكرية. وقال هيلغروبر إنه نظرا لأن هذه الافتراضات تتقاسمها كل النخبة العسكرية، فقد تمكن هتلر من المضي قدما في «حرب الإبادة» التي شنت بأكثر الطرق ممكنة من اللاإنسانية وبتواطؤ «العديد من القادة العسكريين» مع أنه كان واضحا بالكامل أن ذلك انتهاك لجميع معايير الحرب المقبولة.
في خريف 1940 قام مسؤولون ألمان رفيعو المستوى بصياغة مذكرة حول مخاطر غزو الاتحاد السوفيتي. حيث ذكروا إن أوكرانيا وبيلاروسيا ودول البلطيق سينتهي بهم الأمر عبئا اقتصاديا إضافيا على ألمانيا. وقالوا إن السوفييت بشكلهم البيروقراطي الحالي غير مؤذين وأن احتلالها لن يفيد ألمانيا. إلا أن هتلر اختلف مع الإقتصاديين حول تلك المخاطر وقال لذراعه اليمين هيرمان جورينج قائد سلاح الجو الألماني أنه لن يستمع إلى شكوك حول الأخطار الاقتصادية في الحرب مع روسيا. وتكهن بأن هذا سينتقل إلى الجنرال جورج توماس الذي قد أصدر تقارير توقع استنزاف الاقتصاد الصافي لألمانيا في حالة وقوع غزو الاتحاد السوفيتي إلا إذا تم المسك على اقتصادها سليما وحقول النفط القوقاز سلمت في الضربة الأولى وبالتالي قام بتنقيح تقريره بعد ذلك ليتناسب مع رغبات هتلر. وقد اقتنع هتلر عندما رأى عدم كفاءة الجيش الأحمر في حرب الشتاء ضد فنلندا في الفترة بين عامي 1939-40 بفوز سريع في غضون بضعة أشهر. ولم يتوقع هتلر ولا هيئة الأركانه أن حملتهم طويلة واستغرقت فصل الشتاء بأكمله ولذا لم تجر الاستعدادات الكافية مثل توزيع الملابس الدافئة لمواجهة الشتاء ومن المركبات ومواد التشحيم.
وضع كتاب غرينغ الأخضر ابتداء من مارس 1941 تفاصيل للتخلص من الاقتصاد السوفيتي بعد الإستيلاء عليه. وقد أوضحت خطة الجوع أن على جميع سكان المدن من الأراضي المغتصبة أن يتضوروا جوعا حتى الموت وبالتالي سيكون هناك فائض زراعي لإطعام ألمانيا والحيز الحضري للطبقة العليا الألمانية. تهدف السياسة النازية إلى تدمير كيان الاتحاد السوفيتي السياسي وفقا لفكرة المجال الحيوي الجيوسياسية لصالح الأجيال القادمة من «العرق الرئيسي الشمالي». واقترح الأيديولوجى النازي ألفريد روزنبيرغ سنة 1941 الذي عين فيما بعد وزير الرايخ للأقاليم الشرقية المحتلة، أن الذي يدير الأراضي السوفيتية المحتلة يجب أن يكون مفوض من الرايخ (بالألمانية: Reichskommissar):
| التقسيمات الإدارية للأراضي السوفيتية المحتلة حسب تصوّر ألفريد روزنبرغ وقد تحقق جزء منه. | التقسيمات الإدارية للأراضي السوفيتية المحتلة حسب تصوّر ألفريد روزنبرغ وقد تحقق جزء منه. | التقسيمات الإدارية للأراضي السوفيتية المحتلة حسب تصوّر ألفريد روزنبرغ وقد تحقق جزء منه. |
| الإسم                                                                                  | ملاحظة                                                                                 | الخريطة                                                                                |
| -------------------------------------------------------------------------------------- | -------------------------------------------------------------------------------------- | -------------------------------------------------------------------------------------- |
| مفوضية الأراضي الشرقية                                                                 | دول البلطيق وروسيا البيضاء                                                             |                                                                                        |
| مفوضية أوكرانيا                                                                        | أوكرانيا وتمتد شرقا حتى الفولغا                                                        |                                                                                        |
| مفوضية القوقاز                                                                         | جنوب روسيا ومنطقة القوقاز                                                              | لم تتحقق                                                                               |
| مفوضية موسكو                                                                           | منطقة العاصمة موسكو وباقي روسيا الأوروبية                                              | لم تتحقق                                                                               |
| مفوضية تركستان                                                                         | جمهوريات آسيا الوسطى ومقاطعاتها                                                        | لم تتحقق                                                                               |

وقد بحث المخططون العسكريون الألمان حملة نابليون الفاشلة على روسيا. فخلصت حساباتهم إلى أن هناك مخاطرة بسيطة في حالة تراجع واسع للجيش الأحمر إلى الداخل الروسي، إلا أنها لاتستطيع تحمل التخلي عن دول البلطيق ولا أوكرانيا أو مقاطعات موسكو ولينينغراد، وجميعها كانت حيوية للجيش الأحمر لأسباب تموينية وبالتالي يجب الدفاع عنها. وقد اختلف هتلر مع جنرالاته حول مكان تركيز ألمانيا لطاقتها. ففي العديد من المناقشات مع جنرالاته كرر هتلر ترتيبه «أولا لينينغراد ثم دونباس الثانية وموسكو الثالثة»؛ لكنه أكد باستمرار على أهمية تدمير الجيش الأحمر لتحقيق أهداف اقليمية محددة. ويعتقد هتلر أن موسكو «ليست لها أهمية كبيرة» في هزيمة الاتحاد السوفيتي، وبدلا من ذلك اعتقد أن النصر سيأتي بتدمير الجيش الأحمر غرب العاصمة وخاصة غرب نهري دفينا ودنيبر، وساد ذلك في خطة بربروسا. وأدى هذا الاعتقاد إلى نزاعات لاحقة بين هتلر والعديد من كبار الضباط الألمان، بما في ذلك هاينز جوديريان وجيرهارد إنجل وفيدور فون بوك وفرانز هالدر الذي اعتقد أن النصر الحاسم لا يمكن أن يتم إلا في موسكو. وقد ازدادت ثقة هتلر المفرطة في أرائه العسكرية الخاصة به نتيجة النجاحات السريعة في أوروبا الغربية.

## الاستعدادات الألمانية

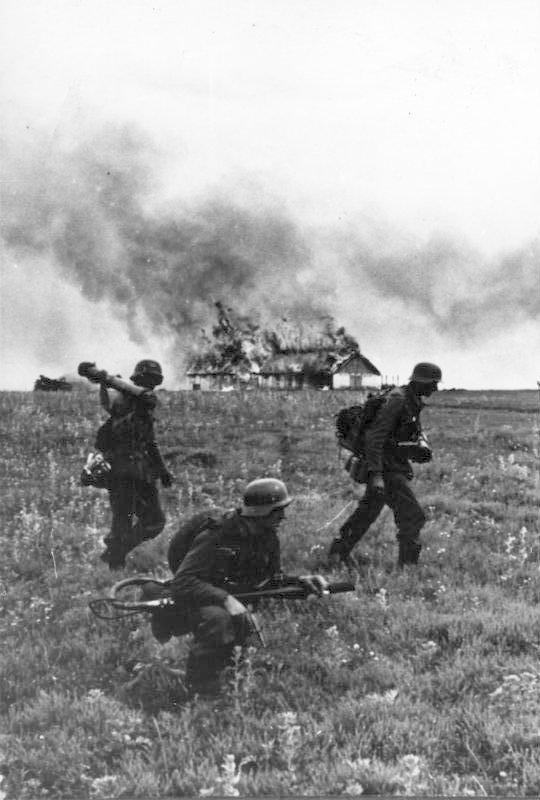
جنود ألمان (مجموعة قاذفي اللهب) في الاتحاد السوفيتي، يونيو 1941

بدأ الألمان بتحريك القوات إلى الحدود السوفيتية قبل انتهاء حملة البلقان. واحتشد بحلول الأسبوع الثالث من فبراير 1941 حوالي 680,000 جندي ألماني في مناطق التجميع على الحدود الرومانية السوفيتية. وتحضيرا للهجوم نقل هتلر سرا ما يزيد عن 3 ملايين جندي ألماني وحوالي 690,000 من جنود المحور إلى الحدود السوفيتية. وقام سلاح الطيران بعدة عمليات استطلاع جوية فوق الأراضي السوفيتية قبل عدة أشهر من الهجوم.
وبالرغم من أن القيادة العليا السوفيتية كانت قلقة من تلك التحركات إلا أن زعيم الاتحاد السوفيتي جوزيف ستالين كان مؤمنا بان الرايخ الثالث لن يقوم بهجوم لأنه لم يمضى سوى سنتين على توقيع معاهدة (مولوتوف-ريبنتروب) وكان أيضا يظن ان ألمانيا يجب أن تنهي حربها مع بريطانيا قبل أن تفتح جبهة جديدة وكان دائما يرفض التحذيرات التي كانت تأتيه من جهاز الاستخبارات لانه اعتقد أنها معلومات بريطانية مسربة لاشعال نار الحرب بين ألمانيا والاتحاد السوفيتي وقد قام الجاسوس الدكتور ريتشارد سورج بأعطاء ستالين وقت بدء العملية إلا أن ستالين لم يأخذ ذلك بنظر الاعتبار. مما أدى إلى استعدادات سوفيتية بطيئة. ولكن لم يغفل السوفييت تماما تهديد جيرانهم الألمان وقد ذكر المارشال سيميون تيموشينكو قبل الغزو الألماني عليهم باعتبارهم «أهم وأقوى عدو للاتحاد السوفيتي» وفي بداية يوليو 1940 أصدر رئيس أركان الجيش الأحمر بوريس شابوشنيكوف خطة أولية من ثلاثة محاور للهجوم على ما قد يبدو أنه غزو ألماني شبيه إلى حد كبير الهجوم الفعلي. ثم بدأ الألمان مع بداية أبريل 1941 بالإعداد لعملية هيفيش وعملية هاربون لإثبات ادعائهم بأن بريطانيا هي الهدف الحقيقي. وشملت مناطق تلك الخدعة النرويج وساحل القنال الانجليزي وعمل أنشطة مثل تجميع السفن ورحلات طيران استطلاعي وعمليات تدريب.
تم تأجيل عملية بربروسا من التاريخ المقرر أصلا في 15 مايو إلى تاريخ الغزو الفعلي في 22 يونيو 1941 (تأخير لمدة 38 يوما) لعدة أسباب، أهمها: أن رطوبة فصل الشتاء كان غير عاديا بحيث بقيت الأنهار تفيض حتى أواخر الربيع. كانت تلك الفيضانات من شأنها أن تثبط الهجوم المبكر، حتى أنها من غير المحتمل أن تحدث قبل نهاية حملة البلقان.
ولا تزال أهمية التأخير موضع نقاش. وقال وليام شيرر إن حملة هتلر في البلقان قد أخرت بربروسا لعدة أسابيع مما أدى إلى تعريضها للخطر. واشار إلى نائب رئيس الاركان الألمانية في 1941 فريدريك باولوس ادعى ان الحملة تأخرت «حوالى خمسة اسابيع». ويؤكد هذا الرقم كل من مذكرات البحرية الألمانية وغيرد فون رونتشتيت. وذكر أنتوني بيفور مجموعة عوامل متعددة أخرت عملية بربروسا بما فيها التأخير في توزيع سيارات النقل والمشاكل المتعلقة بتوزيع الوقود، وصعوبة إنشاء مطارات أمامية للوفتواف (بالألمانية: Luftwaffe).
نشر الألمان فوج مستقل ولواء تدريب آلي منفصل و153 فرقة للحملة احتوت على 104 فرقة مشاة و19 فرق بانزر و15 فرقة مشاة آلية مقسمة إلى ثلاث مجموعات عسكرية، بالإضافة إلى تسعة فرق أمنية للعمل في المناطق التي تم احتلالها وأربعة فرق في فنلندا وفرقتي احتياط تحت الإدارة المباشرة للقيادة العليا. وقد جهزت الحملة بنحو 3,350 دبابة و 7200 مدفعية و 2,770 طائرة (أي ما يعادل 65 في المائة من طائرات لوفتواف) وحوالي 600 ألف عربة ومابين 625,000–700,000 حصان. واختارت فنلندا 14 فرقة لعملية الغزو، وعرضت رومانيا 13 فرقة وثمانية ألوية خلال فترة العملية. فتم نشر جميع قوات المحور وعددهم 3.8 مليون فرد عبر جبهة تمتد من المحيط المتجمد الشمالي حتى البحر الأسود جنوبا. تخضع كلها لإدارة القيادة العليا للجيوش الألمانية وقسمت على النحو التالي: جيش النرويج ومجموعة الجيوش الشمالية ومجموعة الجيوش الوسطى ومجموعة الجيوش الجنوبية إلى جانب مع ثلاثة أساطيل جوية "لوفتفلوتن" (مايعادل سلاح الجو للجيوش) دعمت مجموعات الجيوش: لوفتفلوت 1 للشمال ولوفتفلوت 2 للمركز ولوفتفلوت 4 للجنوب.
عمل جيش النرويج في أقصى شمال اسكندنافيا والمناطق الحدودية السوفياتية. أما مجموعة الجيوش الشمالية التي ستعبر دول البلطيق إلى شمال روسيا فكان لزاما عليها إما ان تستولي على مدينة لينينغراد أو تدمرها لترتبط مع القوات الفنلندية. ومجموعة الجيوش الوسطى وهي المجموعة المجهزة بأكبر قدر من المدرعات والقوة الجوية فمهمتها ضرب بيلاروسيا ومناطق روسيا الغربية الوسطى من بولندا ثم تتقدم صوب سمولينسك وموسكو. أما مجموعة الجيوش الجنوبية فعليها ضرب الأماكن الحيوية الزراعية والمزدحمة بالسكان في أوكرانيا والإستيلاء على كييف قبل مواصلة الزحف شرقا نحو سهوب جنوب الاتحاد السوفييتي حتى الفولغا بهدف السيطرة على القوقاز الغنية بالنفط. وقد قسمت مجموعة الجيوش الجنوبية إلى قسمين منفصلين بمسافة 198-ميل (319 كـم). يذكر ان القسم الشمالى الذي يضم مجموعة بانزر الوحيدة التابعة للجيش كان في جنوبى بولندا بجوار مركز قيادة الجيش، والقسم الجنوبي منه كان في رومانيا.
أبقت القوات الألمانية بعض القوات الخلفية (معظمها فافن إس إس ووحدات أينزاتسغروبن) للعمل في الأراضي المحتلة لمواجهة أي نشاط للبارتيزان في المناطق التي اجتاحتها، بالإضافة إلى القبض على المفوضين السياسيين السوفييت واعدامهم واليهود. وفي 17 يونيو قدم رينهارد هايدريش رئيس مكتب أمن الرايخ العام (RSHA) إحاطة إلى حوالي 30 - 50 من قادة أينزاتسغروبن بشأن «سياسة القضاء على اليهود في الأراضي السوفيتية، على الأقل بعبارات عامة». ففي حين انتدبت وحدات إينزاتسغروبن في قوات الفيرماخت حيث وفرت لهم الإمدادات مثل البنزين والمواد الغذائية. وقد افترضت الخطة الرسمية لبربروسا ان مجموعات الجيوش ستتمكن من التقدم بحرية في تحقيق اهدافها الاساسية في الوقت المحدد دون الإنتشار الهش بمجرد انتصارها بالمعارك الحدودية وتدمير قوات الجيش الاحمر في المنطقة الحدودية.

## الاستعدادات السوفييتية
في سنة 1930 قدم ميخائيل توخاتشيفسكي أبرز منظري السوفييت العسكريين عن حرب الدبابات في فترة ما بين الحربين والذي أصبح بعدها مارشال الاتحاد السوفيتي مذكرة إلى الكرملين ضاغطا من أجل استثمار أكثر مايمكن من الموارد اللازمة لإنتاج الأسلحة طالبا لأجل ذلك أكثر من «40,000 طائرة و50,000 دبابة». فبدأ في أوائل ثلاثينيات القرن العشرين تطوير وإصدار مذهب عملي حديث للجيش الأحمر ونشره في اللوائح الميدانية لسنة 1936 تصور مفهوم المعركة العميقة. كما ازدادت نفقات الدفاع بسرعة من 12% فقط من اجمالى الناتج الوطنى في سنة 1933 إلى 18% بحلول 1940.
خلال عملية التطهير الكبير الذي قام بها ستالين أواخر عقد 1930 التي توقفت مع الغزو الألماني في 22 يونيو 1941 فقد قضي على الكثير من قيادات وضباط الجيش الأحمر أو استبدلوا، والذين عينهم ستالين كانت لأسباب سياسية وأكثرهم افتقروا إلى الكفاءة العسكرية. ومن بين خمسة مارشالات الاتحاد السوفيتي عينوا سنة 1935 نجا فقط كليمنت فوروشيلوف وسيميون بوديوني من تطهير ستالين. وقتل توخاتشيفسكي سنة 1937. وقتل معه أيضا 15 من أصل 16 من قادة الجيش، و50 من 57 من قادة الفيالق، و154 من 186 من قادة الفرق، و401 من 456 كولونيل، وطرد العديد من الضباط. وأعدم مامجموعه 30,000 من أفراد الجيش الأحمر. كما شدد ستالين على سيطرته خلال إعادة تقوية دور المفوضين السياسيين على مستوى تقسيم الشعب وما دون ذلك للإشراف على ولاء الجيش السياسي للنظام. وكان المفوضون يشغلون منصبا مساويا لرئيس الوحدة التي كانوا يشرفون عليها. ولكن بالرغم من الجهود المبذولة لضمان خضوع القوات المسلحة السياسي إلا أن ضعف أداء الجيش الأحمر في بولندا وفي حرب الشتاء أجبر القيادة العليا على إعادة حوالي 80 % من الضباط الذين فصلوا خلال عملية التطهير الكبير بحلول 1941. كما تم أيضا تفعيل 161 قسما جديدا مابين يناير 1939 ومايو 1941. ومع ذلك فإن حوالي 75% من جميع الضباط قد مسكوا مناصبهم من مدة لاتزيد عن سنة واحدة في بداية الغزو الألماني سنة 1941، والعديد من هؤلاء يمكن أن وجودهم ليس بسبب التطهير فقط ولكن أيضا بسبب الزيادة السريعة في إنشاء وحدات عسكرية.
في معرض حديثه إلى جنرالاته في ديسمبر 1940 ذكر ستالين إشارات هتلر إلى هجوم على الاتحاد السوفيتي في كتاب كفاحي واعتقد هتلر أن الجيش الأحمر سيحتاج إلى أربع سنوات ليصبح جاهزا. وقال ستالين «يجب ان نكون مستعدين قبل ذلك بكثير» و «سنحاول تأجيل الحرب لمدة عامين اخرين». وفي أوائل أغسطس 1940 تلقت المخابرات البريطانية تلميحات عن خطط ألمانية لمهاجمة السوفيات بعد أسبوع فقط من موافقة هتلر بشكل غير رسمي على خطط بربروسا وحذرت الاتحاد السوفيتي وفقا لذلك. لكن عدم ثقة ستالين في البريطانيين قادته إلى تجاهل تحذيراتهم اعتقادا منه أنها خدعة لتوريط الاتحاد السوفيتي بالحرب إلى جانبهم. ثم بدأت أجهزة الاستخبارات الخاصة لستالين ومعها الاستخبارات الأمريكية بإطلاق تحذيرات متكررة ومنتظمة في أوائل 1941 من هجوم ألماني وشيك. وكذلك أعطى جاسوس السوفيتي ريخارد زورغه ستالين تاريخ دقيق لإنطلاق العملية الألمانية، إلا أن زورغه وغيره من الجواسيس قد أعطوا بالسابق تواريخ مختلفة لبداية الغزو ومرت بسلام قبل الغزو الفعلي. وقد اعترف ستالين باحتمال وقوع هجوم عام، ومن ثم قام باستعدادات هامة لكنه قرر عدم المخاطرة بإثارة هتلر ضده.

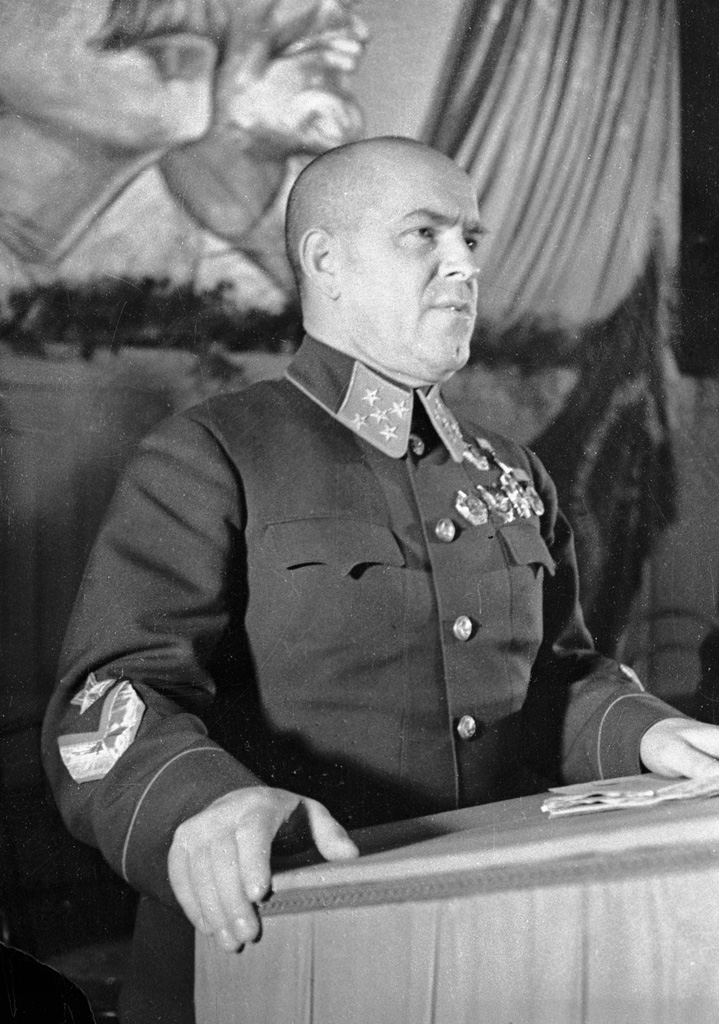
المارشال غيورغي جوكوف متحدثا في مؤتمر عسكري في موسكو سبتمبر 1941

وبدءا من يوليو 1940 وضعت الأركان العامة للجيش الأحمر خططا حربية حددت أن الفيرماخت هو التهديد الأخطر للاتحاد السوفيتي وأنه في حالة المواجهة مع ألمانيا، فإن هجوم الفيرماخت الرئيسي سيأتي عبر شمال مستنقعات بريبيت في روسيا البيضاء والتي ثبت صحتها لاحقا. إلا أن ستالين اختلف معهم، ففي أكتوبر أعطى أذنا بوضع خطط جديدة تفترض أن الهجوم الألماني سيركز على المنطقة الواقعة جنوب مستنقعات بريبيت باتجاه المناطق الحيوية اقتصاديا في أوكرانيا. وأصبح هذا الأساس لجميع خطط الحرب السوفيتية اللاحقة ونشر قواتها المسلحة استعدادا للغزو الألماني.
في أوائل 1941 أعطى ستالين الأذن لخطة دفاع حكومية 1941 (DP-41) التي دعت إلى جانب خطة التعبئة 1941 (MP-41) إلى نشر 186 فرقة بانها الإصطفاف الاستراتيجي الأول في مناطق الاتحاد السوفيتي العسكرية الأربع الغربية التي واجهت مناطق المحور؛ ونشر 51 فرقة أخرى على طول نهري دفينا و دنيبر باعتبارها الإصطفاف الاستراتيجي الثاني تحت سيطرة ستافكا والتي في حالة الغزو الألماني كلفت بأن تكون رأس حربة لهجوم مضاد سوفيتي إلى جانب القوات المتبقية من الإصطفاف الأول. ولكن في 22 يونيو 1941 ضم الإصطفاف الأول 171 فرقة فقط تعدادها 2.6-2.9 مليون، وضم الإصطفاف الاستراتيجي الثاني 57 فرقة لاتزال تحت التحشيد، ولم تكتشف المخابرات الألمانية الإصطفاف الثاني إلا بعد أيام من بداية الغزو، وفي معظم الحالات تكتشفها فقط عندما تصطدم القوات البرية الألمانية بها.
عند بداية الغزو تم حشد مابين 5.3 إلى 5.5 مليون مجند للإنضواء إلى القوة العسكرية السوفيتية، واستمر التحشيد بالإزدياد حيث كان تعداد قوة الاحتياط السوفيتي 14 مليون مع أقل مايمكن من أساسيات التدريب العسكري ومع الإستمرار في التعبئة. وقد كان الجيش الأحمر مشتتا ولم يكن مستعدا الإستعداد الكافي عند بداية الغزو. وكثيرا ماافتقرت الوحدات إلى وسائل النقل المناسبة عند انفصالها عن بعضها البعض.
كان للسوفيت التفوق العددي في الدبابات حيت امتلك الجيش الأحمر 23,106 دبابة منها 14700 فقط جاهزة للقتال. وحوالي 12,782 دبابة موجودة في المقاطعات العسكرية الغربية الخمسة (ثلاثة منها واجهت غزو الالمان بصورة مباشرة). وأعلن هتلر لاحقا لبعض جنرالاته: «لو كنت أعلم عن قوة الدبابات الروسية في 1941 لما هاجمتها». إلا أن الجيش الأحمر كان يفتقر للصيانة والإمدادات وقلة أجهزة الاسلكي كما أن بعض الوحدات افتقرت إلى عربات النقل التي تؤمن الإمداد والذخيرة والوقود للوحدات القتالية. أما الدبابات السوفيتية الأكثر تطورا فكان نموذج KV-1 وتي-34 التي كانت متفوقة على جميع الدبابات الألمانية المعاصرة لها، بالإضافة إلى جميع التصاميم التي كانت قيد التطوير في صيف 1941، إلا إنها لم تكن متاحة بأعداد كبيرة عند بدء الغزو. وفوق ذلك فقد حل السوفييت في خريف 1939 فرق السلاح الميكانيكي وقاموا جزئيا بتوزيع الدبابات على فرق المشاة؛ ولكنهم انتبهوا إلى خطأهم بعد الحملة الألمانية على فرنسا فبدأوا بقوة أواخر سنة 1940 بإعادة معظم الآليات المدرعة إلى الفرق الميكانيكية والهدف هو 1031 دبابة لكل فرقة. إلا أن تلك التشكيلات المدرعة الكبيرة لم تكن عملية، وفوق ذلك فقد تم نشرها على مواقع عسكرية متناثرة وعلى حاميات تابعة لها تبعد عنها أحيانا مسافات تصل إلى 100 كيلومتر (62 ميل). فعملية التنظيم تلك لم تنتهي ولم تكتمل عند وقوع الغزو. ومن النادر وجود وحدات الدبابات السوفيتية مجهزة تجهيزا جيدا، حيث كانت تفتقر إلى التدريب والدعم اللوجستي. وأرسلت تلك الوحدات إلى القتال دون ترتيبات قائمة للتزود بالوقود أو الذخائر أو استبدال الجنود المختصين بها. وفي كثير من الأحيان تتدمر تلك الوحدات أو تصبح غير فعالة بعد مشاركة واحدة فقط. إلا أن ميزة كمية العتاد السوفيتي الثقيل الهائل ساعدها في مواجهة تفوق الفيرماخت في التدريب والتنظيم.
امتلكت القوات الجوية السوفيتية (VVS) الميزة العددية لطائراتها حيث تملك حوالي 19,533 طائرة، مما جعلها في سنة 1941 أكبر قوة جوية في العالم. حيث تم نشر مابين 7,133 - 9,100 طائرة في المناطق العسكرية الغربية الخمس، بالإضافة إلى 1445 طائرة أخرى كانت تحت إمرة القوة البحرية.
| +نمو القوات المسلحة السوفيتية من 1939 إلى 1941 جمعها المؤرخ العسكري الروسي ميخائيل ملتيوخوف من مصادر مختلفة. | +نمو القوات المسلحة السوفيتية من 1939 إلى 1941 جمعها المؤرخ العسكري الروسي ميخائيل ملتيوخوف من مصادر مختلفة. | +نمو القوات المسلحة السوفيتية من 1939 إلى 1941 جمعها المؤرخ العسكري الروسي ميخائيل ملتيوخوف من مصادر مختلفة. | +نمو القوات المسلحة السوفيتية من 1939 إلى 1941 جمعها المؤرخ العسكري الروسي ميخائيل ملتيوخوف من مصادر مختلفة. |
| | 1 يناير 1939                                                                                                 | 22 يونيو 1941                                                                                                | نسبة الزيادة                                                                                                 |
| --- | --- | --- | --- |
| الفرق العسكرية                                                                                               | 131.5 | 316.5 | 140.7% |
| الأفراد | 2,485,000 | 5,774,000 | 132.4% |
| المدافع والهاونات                                                                                            | 55,800 | 117,600 | 110.7% |
| الدبابات | 21,100 | 25,700 | 21.8% |
| الطائرات | 7,700 | 18,700 | 142.8% |

جادل المؤرخون عما إذا كان ستالين خطط لغزو الأراضي الألمانية في صيف 1941. وبدأ النقاش أواخر الثمانينيات عندما نشر فيكتور سوفوروف مقالا صحفيا ثم نشرها لاحقا في كتاب ذكر فيها أن ستالين رأى اندلاع الحرب في أوروبا الغربية فرصة لنشر الثورات الشيوعية في جميع أنحاء القارة، وأن الجيش السوفيتي جري نشره لهجوم وشيك في وقت الغزو الألماني. وقد قدم هذا الرأي أيضا بعض الجنرالات الألمان السابقين بعد الحرب. كانت أطروحة سوفوروف مقبولة تماما أو جزئيا من بعض المؤرخين، وجذب الإنتباه في ألمانيا وإسرائيل وروسيا. إلا أن معظم المؤرخين قد رفضوه بشدة في هذه الفترة، واعتبر في الدول الغربية كتاب سوفوروف بمثابة «قناة مضادة للسوفيت». وكتب ديفيد غلانتز و غابرييل غوروديتسكي كتبا رفضوا فيها حجج سوفوروف، ويعتقد معظم المؤرخين أن ستالين كان يسعى لتجنب الحرب مع الألمان في 1941 لأنه يعتقد أن جيشه ليس مستعدا لمحاربة القوات الألمانية.

## الإستعداد للمعركة
| ترتيب الوحدات العسكرية – يونيو 1941 | ترتيب الوحدات العسكرية – يونيو 1941 |
| قوات المحور | القوات السوفيتية |
| --- | --- |
| مسرح العمليات الشمالي - جيش النرويج - الجيش الفنلندي - جيش كاريليا مجموعة الجيوش الشمالية - الجيش 18 - الجيش الرابع بانزر - الجيش 16 - سلاح الجو 1 مجموعة الجيوش الوسطى - الجيش الثالث بانزر - الجيش 9 - الجيش 4 - الجيش الثاني بانزر - سلاح الجو 2 مجموعة الجيوش الجنوبية - الجيش 6 - الجيش الأول بانزر - الجيش 17 - حملة القوات السلوفاكية - فيلق الجيش المجري الملكي - الجيش 11 - حملة الفيلق الإيطالي في روسيا - الجيش الروماني الثالث - الجيش الروماني الرابع - سلاح الجو 4 | الجبهة الشمالية - الجيش 7 - الجيش 14 - الجيش 23 - الفيلق الميكانيكي 10 - الفيلق الميكانيكي الأول - قوة الدفاع الجوي السوفيتي الشمالي جبهة شمالية غربية - الجيش 27 - الجيش 8 - الفيلق الميكانيكي 12 - الجيش 11 - الفيلق الميكانيكي الثالث - الفيلق الجوي الخامس - القوات الجوية السوفيتية في البلطيق - الإسطول الشمالي - إسطول البلطيق جبهة غربية (الاتحاد السوفيتي) - الجيش 3 - الفيلق الميكانيكي 11 - الجيش 10 - الفيلق الميكانيكي 6 - الفيلق الميكانيكي 13 - الجيش الرابع - الفيلق الميكانيكي 14 - الجيش 13 - الفيلق الميكانيكي 17 و الفيلق الميكانيكي 20 - فيالق رماة 2 ورماة 21 ورماة 44 ورماة 47 ورماة 50 والفيلق الجوي الرابع - القوات الجوية السوفيتية الغربية جبهة جنوبية غربية - الجيش الخامس - الفيلق الميكانيكي 9 - الفيلق الميكانيكي 22 - الجيش السادس - الفيلق الميكانيكي الرابع - الفيلق الميكانيكي 15 - الجيش 26 - الفيلق الميكانيكي 8 - الجيش 12 - الفيلق الميكانيكي 16 - فيالق رماة 31 ورماة 36 ورماة 49 ورماة 55 والفيلق الجوي الأول - القوات الجوية السوفيتية في كييف الجبهة الجنوبية - الجيش التاسع المستقل - الفيلق الميكانيكي 2 - الفيلق الميكانيكي 18 - فيالق رماة 7 ورماة 9 والفيلق الجوي الثالث - القوات الجوية السوفيتية في أوديسا - أسطول البحر الأسود جيوش ستافكا الإحتياطية (الإصطفاف الاستراتيجي الثاني) - الجيش 16 - الفيلق الميكانيكي الخامس - الجيش 19 - الفيلق الميكانيكي 26 - الجيش 20 - الفيلق الميكانيكي السابع - الجيش 21 - الفيلق الميكانيكي 25 - الجيش 22 - الجيش 24 - فيالق رماة 20 ورماة 45 ورماة 67 والفيلق الجوي 21. |

## الاجتياح

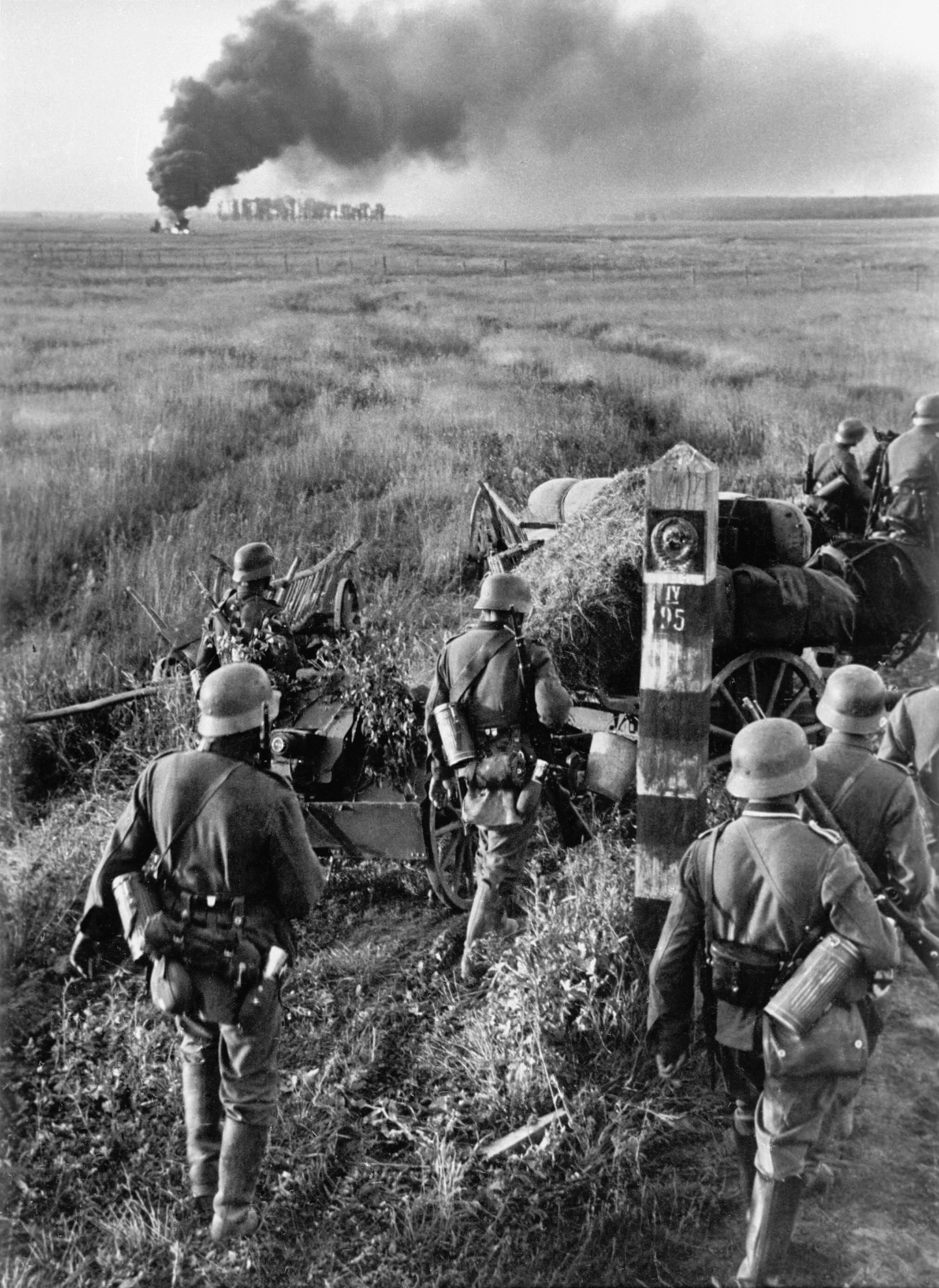
القوات الألمانية تجتاز علامات الحدود السوفيتية 22 يونيو 1941

في حوالي الساعة 1:00 من يوم 22 يونيو 1941 أرسل وزير الدفاع السوفيتي توجيه رقم 1 للمناطق العسكرية السوفيتية الحدودية خرج متأخرا من مساء 21 يونيو حيث دعاهم إلى «استنفار جميع القوات للاستعداد القتالي» وأيضا «لمنع أي نوع من الأعمال الاستفزازية». وقد استغرق الوقت إلى ساعتين لتلقي أمر التوجيه عند بعض الوحدات تابعة للجبهة بينما لم تتلق أغلب الوحدات الأمر إلا بعد بدء الغزو.
وقبلها بيوم أي يوم 21 يونيو تلقت قيادة مجموعة الجيوش الشمالية في الساعة 13:00 شيفرة دوسلدورف، وتعني البدء بعملية بربروسا في صباح اليوم التالي فمررت شيفرتها الخاصة دورتموند. وفي حوالي الساعة 03:15 من يوم 22 يونيو 1941 بدأت قوات المحور غزو الاتحاد السوفيتي بقصف مدن بولندا الكبرى التي احتلها السوفييت مع اطلاق المدفعية على جميع دفاعات الجيش الأحمر في الجبهة. وتعرضت كلا من كرنشتات بالقرب من لينينغراد وإسماعيل في بيسارابيا وسيفاستوبول في شبه جزيرة القرم لغارات جوية، وفي ذات الوقت تمكنت القوات البرية من عبور الحدود برفقة طابور خامس من بعض أهالي ليتوانيا وأوكرانيا. لم يواجه ثلاثة ملايين جندي من جيش الفيرماخت ممن عبر الحدود سوى عددا قليل من القوات السوفيتية.
وفي الظهيرة أذاع وزير الخارجية السوفيتي فياتشيسلاف مولوتوف أخبار الغزو للسكان قائلا: "بدون أي إعلان للحرب هوت القوات الألمانية على بلادنا فهاجمت حدودنا من عدة أماكن، ولكن سيشن الجيش الأحمر والأمة كلها حربا وطنية لاهوادة لها وسننتصر لبلدنا الحبيب، من أجل الشرف ومن أجل الحرية، تلك هي قضيتنا. سنضرب العدو وسيكون النصر حليفنا!". فضرب مولوتوف على وتر الوطنية التي ساعدت الناس على استيعاب الأخبار المدمرة، فتداعى الشعب لنجدة أمتهم بدلا من نجدة الحزب. فتمكنت القيادة السوفيتية العليا والجيش الأحمر من إعادة تنظيم نفسيهما بسرعة خلال الأيام الأولى التي تلت الغزو وتمكنا من الإستعداد لمواجهة تلك الحرب. ولم يخاطب ستالين الأمة السوفيتية حول الغزو الألماني حتى 3 يوليو، عندما دعا إلى "حرب وطنية لجميع أطياف الشعب السوفيتي.
وفي ألمانيا أيقظ وزير الدعاية النازية جوزيف غوبلز الألمان صبيحة يوم 22 يونيو معلنا خبر العملية في بث إذاعي ببعض كلمات هتلر: "في هذه اللحظة تمضي مسيرتنا وتمتد، ومقارنة مع ماهو أعظم ما شهده العالم على الإطلاق لقد قررت اليوم أن أضع مصير ومستقبل الرايخ وشعب الرايخ في يد جنودنا فليساعدنا الله في تلك المعركة!" وأعلن هتلر لزملاؤه في نهار اليوم ذاته قائلا:«قبل انقضاء ثلاثة أشهر من الآن سنشهد انهيار روسيا انهيارا لم يرى مثله في التاريخ». كما تحدث هتلر إلى الشعب الألماني عبر الإذاعة وقدم نفسه بأنه رجل سلام الذي اضطر على مضض لمهاجمة الاتحاد السوفيتي. وتحدث غوبلز بعد الإجتياح علنا عن «حملة صليبية أوروبية ضد البلشفية».

## المرحلة الأولى

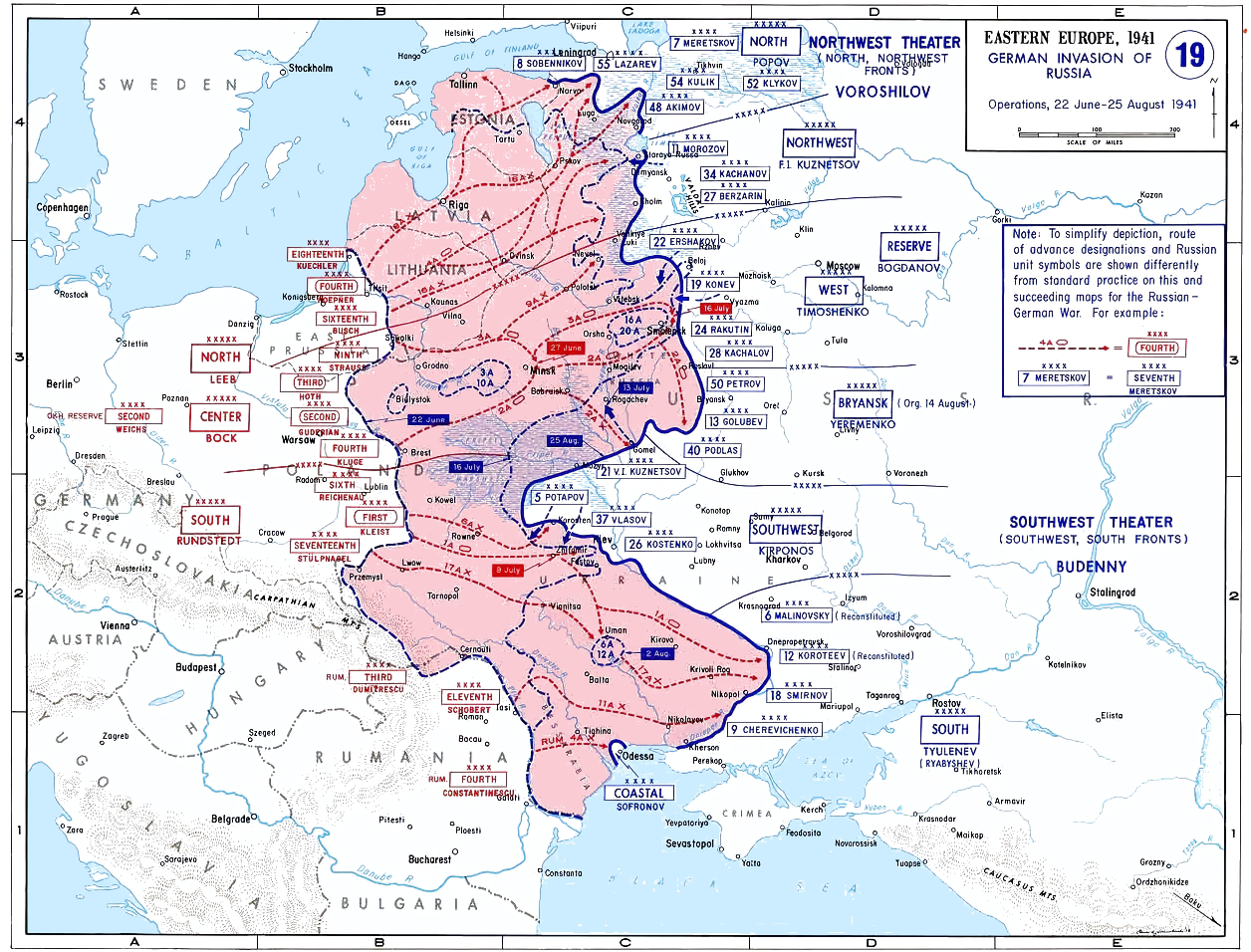
تقدم الالمان خلال المرحلة الأولى من بدء العمليات

دمر الزخم الأولي من الإجتياح البري والجوي الألماني القيادة التنظيمية السوفيتية تدميرا تاما خلال الساعات الأولى من الهجوم وشل جميع مستويات القيادة من فصيل المشاة إلى القيادة السوفيتية العليا في موسكو. حيث لم تتمكن موسكو من استيعاب حجم الكارثة التي واجهت قواتها في مناطق الحدود وحتى أن ستالين نفسه كان غير مصدقا لما جرى. في حوالي الساعة 07:15 أصدر ستالين التوجيه رقم 2 أعلن فيه تعرض القوات المسلحة السوفيتية للغزو ودعا الشعب إلى مهاجمة قوات المحور أينما كانوا داخل البلاد وشن ضربات جوية على المناطق الحدودية للأراضي الألمانية. ثم أصدر ستالين في الساعة 09:15 التوجيه رقم 3 الذي وضعه المارشال سيميون تيموشينكو والذي دَعَوَا فيها إلى هجوم فوري وعام لكامل الجبهة «دون أي اعتبار للحدود» حيث أمل كليهما بتطهير الأراضي السوفيتية من العدو. لم تستند أوامر ستالين التي مررها تيموشينكو إلى تقييم واقعي ومتمكن للوضع العسكري، ولكن القادة مرروه بسرعة خوفا من العقوبة إذا لم ينفذوا ذلك; وقد مرت عدة أيام قبل أن تدرك القيادة السوفيتية ضخامة هزيمتها الأولية.

### الحرب الجوية
رسمت وحدات الإستطلاع لسلاح الجو الألماني اللوڤتڤاف مناطق تركيز القوات السوفيتية ومخازن التموين والمطارات ووضعت عليها علامات لتدميرها. ونفذت اللوڤتڤاف هجمات إضافية ضد مراكز القيادة والسيطرة السوفيتية لتعطيل تعبئة وتنظيم القوات السوفيتية. وعلى النقيض من ذلك خضع راصدو المدفعية السوفيتية المتمركزين في المنطقة الحدودية لتعليمات صارمة بعدم إطلاق النار على الطائرات الألمانية قبل الغزو. أحد الأسباب المعقولة للتردد السوفيتي في عدم إطلاق النار كان الاعتقاد ستالين بالبداية أن الهجوم قد بدأ دون إذن من هتلر. وكانت النتيجة هي فقدان مناطق شاسعة من الأراضي السوفيتية إلى جانب خسارتهم لأعداد كبيرة من جنود الجيش الأحمر؛ استغرق الأمر لستالين عدة أيام قبل أن يدرك حجم الكارثة. وأفادت التقارير أن اللوڤتڤاف دمر 1,489 طائرة سوفيتية في اليوم الأول من العمليات وأكثر من 3,100 طائرة خلال الأيام الثلاثة الأولى. ولم يثق هيرمان غورينغ وزير الطيران والقائد العام للوڤتڤاف بتلك التقارير وطالب بالتاكد منها. فقام موظفو لوڤتڤاف بمسح حطام الطائرات السوفيتية، حيث كان الرقم الأصلي متحفظا عليه، واعلن عن تدمير 2,000 طائرة في اليوم الأول للغزو. في الواقع فان خسائر السوفيت كانت أكبر من ذلك حيث فقد 3,922 طائرة في الأيام الثلاثة الأولى حسب المؤرخ الروسي فيكتور كوليكوف مقابل سقوط 78 طائرة ألمانية. وذكرت لوڤتڤاف عن فقدان 35 طائرة فقط في اليوم الأول للقتال. بينما ذكرت وثيقة من الأرشيف الفيدرالي الألماني عن خسارة لوڤتڤاف 63 طائرة في اليوم الأول.
استطاع سلاح الجو الألماني الحصول على التفوق الجوي في جميع نطاقات مجموعات الجيوش بنهاية الأسبوع الأول، لكنها لم تتمكن من تحقيق تلك الهيمنة على الإمتداد الشاسع لغرب الاتحاد السوفيتي. وطبقا لليوميات الحربية للقيادة الألمانية العليا فإنها فقدت إلى يوم 5 يوليو 491 طائرة وتضررت 316 طائرة أخرى، ولم يتبق منها سوى 70% من قوتها الجوية التي كانت عليها في بداية الغزو.

### دول البلطيق

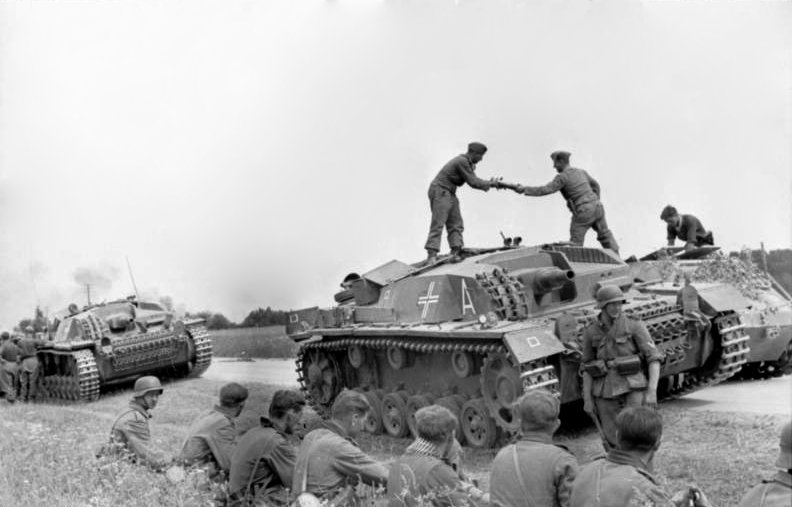
القوات الألمانية تندفع نحو لاتفيا صيف 1941.

في 22 يونيو هاجمت مجموعة الجيوش الشمالية الجبهة الشمالية الغربية السوفيتية ودحرت الجيشين الثامن والحادي عشر. فشن السوفييت على الفور هجوما مضادا قويا ضد الجيش الرابع بانزر الألماني بالفيالق الآلية الثالث والثاني عشر إلا أنه قد تم صد الهجوم. وفي 25 يونيو طلب من الجيشين الثامن والحادي عشر الانسحاب إلى غربي نهر دفينا حيث كان مقررا أن يلتقي مع الفيلق الحادي والعشرين والجيوش 22 و 27، ولكن سبقهم الجنرال الألماني إريش فون مانشتاين إلى النهر أولا حيث وصل بفيلقه لفي بانزر في 26 يونيو وأمن طرف عبور الجسر. وأجبر الجبهة الشمالية الغربية عن التخلي عن دفاعات النهر، وفي 29 يونيو أمرت ستافكا الجبهة بالانسحاب إلى خط ستالين على مقربة من لينينغراد. ثم وفي 2 يوليو بدأت مجموعة الجيوش الشمالية هجومها على خط ستالين مع بالجيش البانزر الرابع، وفي 8 يوليو استولت على بسكوف مدمرة دفاعات خط ستالين ووصلت إلى لينينغراد أوبلاست. وكانت مجموعة بانزر الرابعة قد تمكنت من التقدم مسافة 450 كيلومتر (280 ميل) منذ بدء الغزو وأضحت الآن حوالي 250 كيلومتر (160 ميل) من لينينغراد هدفها الرئيسي. وفي 9 يوليو بدأت هجومها باتجاه الدفاعات السوفيتية على طول نهر لوغا في لينينغراد أوبلاست.

### أوكرانيا ومولدوفا
واجه القسم الشمالي من مجموعة جيوش الجنوب الألمانية الجبهة الجنوبية الغربية السوفيتية التي لديها أكبر عدد للقوات السوفيتية، وواجه القسم الجنوبي الألماني الجبهة الجنوبية السوفيتية. بالإضافة إلى ذلك شكلت مستنقعات بريبيات وجبال الكربات تحديا خطيرا لقسمي الجيش الشمالي والجنوبي على التوالي. وتمكن القسم الشمالي من مجموعة جيوش الجنوب من الهجوم في 22 يونيو لكن التضاريس أعاقتهم، مما أعطى المدافعين السوفييت وقت كاف لزيادة التحصينات، إلا أن مجموعة بانزر الألمانية الأولى والجيش السادس تمكنا من الهجوم واختراق الجيش الخامس السوفيتي. وفي ليلة 23 يونيو بدأ الفيلقان السوفيتيان 22 و 15 الآليين الهجوم على جناحي مجموعة بانزر الأولى من الشمال والجنوب. وعلى الرغم من أن هجوم الوحدات الدبابات السوفيتية كان منسقا إلا أنها أرسلت على دفعات بسبب ضعف التنسيق. فتمكنت الفرقة ال 22 الآلية من دخول الفيلق الآلي الثالث من جيش البانزر الأول وتم تدميره وقتل قائده. ولكن تمكنت مجموعة بانزر الأولى من تجاوز الكثير من الفيلق الآلي 15 بمشاركة فرقة المشاة 297 التابعة للجيش الألماني السادس، حيث هزمتهم نيران المدافع المضادة للدبابات وغارات طيران لوفتواف. وفي 26 يونيو شن السوفييت هجوما مضادا آخر على مجموعة بانزر الأولى من الشمال والجنوب في وقت واحد بالفيالق 9 و19 و8 الميكانيكي التي لديها مامجموعه 1649 دبابة وبدعم من بقايا الفيلق الآلي 15. استمرت المعركة لمدة أربعة أيام إلا أنها انتهت بهزيمة وحدات الدبابات السوفيتية. وفي 30 يونيو أمرت ستافكا القوات المتبقية من الجبهة الجنوبية الغربية بالانسحاب إلى خط ستالين، حيث ستدافع عن الطرق المؤدية إلى كييف.
وفي 2 يوليو هاجم القسم الشمالي من مجموعة الجيوش الجنوبية - الجيشي الثالث والرابع الرومانيين مع الجيش ال 11 الألماني - مولدوفا السوفيتية التي تدافع عنها الجبهة الجنوبية السوفييتية. لم تتمكن الهجمات المضادة من قبل الفيلق الميكانيكي الثاني والجيش 9 من وقف الهجوم. ألا أن في يوم 9 يوليو توقف تقدم المحور على طول دفاعات الجيش 18 السوفيتي بين نهري بروت ودنيستر.

### روسيا البيضاء
تمكن الطيران الألماني لوفتواف وفي الساعات الأولى من الغزو من تدمير قوة الجبهة الغربية من الجو، وتمكنت من شل خطوط الاتصالات في الجبهة بمساعدة استخباراتها المسماة (بالألمانية: Abwehr) وأعمدتها الداعمة المعادية للشيوعية التي تعمل في الخطوط الخلفية السوفيتية والتي فصلت قيادة الجيش السوفيتي الرابع عن القيادات الأعلى والأدنى منها. في نفس اليوم عبرت مجموعة بانزر الثانية نهر بوك وتمكنت خلالها من كسر الجيش الرابع متجاوزة قلعة بريست ومتجهة نحو مينسك، في حين اخترقت المجموعة الثالثة بانزر معظم الجيش الثالث ضاغطة نحو فيلنيوس. وفي الوقت نفسه اشتبك جيش الألماني الرابع والتاسع مع جيوش الجبهة الغربية في محيط بياويستوك. وبناء على أمر من ديمتري بافلوف قائد الجبهة الغربية شن الفيلق 6 و 11 الميكانيكي وفيلق الفرسان السادس ضربة مضادة تجاه غرودنو يومي 24-25 يونيو على أمل تدمير مجموعة بانزر الثالثة، إلا إن مجموعة بانزر الثالثة قد تحركت بالفعل ووصلت وحداتها الأمامية إلى فيلنيوس مساء يوم 23 يونيو، فواجه هجوم الجبهة الغربية المضاد بدلا من ذلك مشاة ونيران مضادة للدبابات من الفيلق الخامس للجيش التاسع الألماني وبدعم من هجمات لوفتواف الجوية. وبحلول ليلة 25 يونيو كان الهجوم السوفيتي المضاد قد فشل وأسر قائد فيلق الفرسان السادس. فأمر بافلوف في الليلة ذاتها جميع فلول الجبهة الغربية بالانسحاب إلى سلونيم باتجاه مينسك.
وقد شن الروس بعدها هجمات مضادة لشراء أطول وقت للانسحاب من أمام القوات الألمانية ولكن جميعها فشلت. وفي 27 يونيو التقت مجموعتي البانزر الثانية والثالثة بالقرب من مينسك واستولت عليها في اليوم التالي، مما امكنها اكمال حصار معظم قوات الجبهة الغربية في جيبين: أحدهما حول بيايستوك والآخر غرب مينسك. وقد دمر الألمان الجيشين السوفيتي الثالث والعاشر بينما أوقعوا خسائر فادحة بالجيوش الرابع والحادي عشر والثالث عشر، وذكرت تقاريرهم أنهم اسروا 324,000 جندي سوفيتي واستولوا على 3300 دبابة و1800 قطعة مدفعية.
وفي 29 يونيو صدر توجيه حكومي سوفييتي لمواجهة الذعر الجماعي الذي استشرى بين المدنيين ورجال القوات المسلحة. ونص الأمر على اتخاذ تدابير صارمة وقاسية ضد أي شخص يحرض على الذعر أو يظهر الجبن. وعملت المفوضية الشعبية للشؤون الداخلية مع القادة والمقاولين العسكريين لتفادي طرق انسحاب الجنود المحتملة من دون إذن عسكري. وأنشئت محاكم ميدانية عامة لمحاكمة المدنيين الذين ينشرون الشائعات والفارين من الجيش. ثم أعفى ستالين بافلوف من قيادته في 30 يونيو وفي 22 يوليو حاكمه وأعدمه مع العديد من الضباط بتهمة «الجبن» و«جريمة عدم الكفاءة».
أمر هتلر من خلال فالتر فون براوخيتش القائد الأعلى للجيش الألماني في 29 يونيو تعليمات إلى فيدور فون بوك قائد مجموعة الجيوش الوسطى بوقف تقدم قواته البانزرز إلى حين أن تلتحق به تشكيلات المشاة التي تصفي جيوب المقاومة. إلا أن هاينز جوديريان قائد مجموعة بانزر الثانية وبدعم ضمني من فيدور فون بوك وفرانز هالدر آمر القيادة العليا للجيوش الألمانية تجاهل التعليمات وهاجم شرقا نحو بابرويسك وإن أعلن عن التقدم باعتباره استطلاع قسري. كما أجرى شخصيا تفتيشا جويا لجيب بياويستوك-مينسك في 30 يونيو وخلص إلى أن فريقه من مجموعة البانزر لايحتاج لاحتوائه لأن مجموعة بانزر الثالثة بقيادة هرمان هوث مشاركة بالفعل في جيب مينسك. وفي ذات اليوم استأنف بعض سلاح المشاة التابع للجيشين التاسع والرابع مسيرتهم شرقا للحاق بركب مجموعات جيوش البانزر بعد أن قاموا بتصفية معظم جيب بيايستوك. وفي 1 يوليو أمر فيدور فون بوك مجموعات بانزر باستئناف هجومها الكامل شرقا صباح يوم 3 يوليو. ولكن براوخيتش المتمسك بتعليمات هتلر ومعه هالدر لم يرغبا بالذهاب معه معارضين أمر بوك. بيد ان بوك اصر على هذا الامر بالقول بأنه لن يكون مسؤولا عن معاكسة اوامر صدرت بالفعل. لذا فقد استأنفت مجموعات البانزر هجومها في 2 يوليو قبل أن تتمكن كامل تشكيلات المشاة من اللحاق به.

### شمال غرب روسيا
أرادت فنلندا خلال مفاوضاتها مع ألمانيا أن تظل محايدة ما لم يهاجمها الاتحاد السوفيتي. ولذلك سعت ألمانيا إلى إثارة السوفييت ليهاجموا فنلندا، وبعد انطلاق عملية بربروسا في 22 يونيو استخدمت الطائرات الألمانية قواعد جوية فنلندية لمهاجمة المواقع السوفيتية. وفي اليوم نفسه أطلق الألمان عملية رنتير واحتلوا مقاطعة بيتسامو على الحدود الفنلندية السوفيتية. وفي نفس الوقت شرعت فنلندا في إعادة توطين جزر أولاند المحايدة. وعلى الرغم من هذه الإجراءات إلا أن الحكومة الفنلندية أصرت خلال قنواتها الدبلوماسية بأنها لا تزال طرفا محايدا ولكن القيادة السوفيتية رأت في فنلندا حليفا لألمانيا. لذا بدأ السوفييت شن هجوم مدفعي هائل في 25 يونيو ضد جميع المدن والمراكز الصناعية الرئيسية في فنلندا بما فيها هلسنكي وتوركو ولاهتي. وفي تلك الليلة قرر البرلمان الفنلندي في جلسته اعلان الحرب ضد الاتحاد السوفيتي.
قسمت فنلندا إلى منطقتي عمليات، فكان شمال فنلندا منطقة تجمع للجيش النرويجي وهدفه تنفيذ حركة فكي كماشة تجاه ميناء مورمانسك الاستراتيجي سميت بعملية الثعلب الفضي. أما جنوب فنلندا فلا يزال تحت مسؤولية الجيش الفنلندي. وكان هدف القوات الفنلندية في البداية استعادة كاريليا الفنلندية في بحيرة لادوغا بالإضافة إلى برزخ كاريليان الذي يضم مدينة فيبورغ ثاني أكبر مدينة في فنلندا.

## المرحلة الثانية

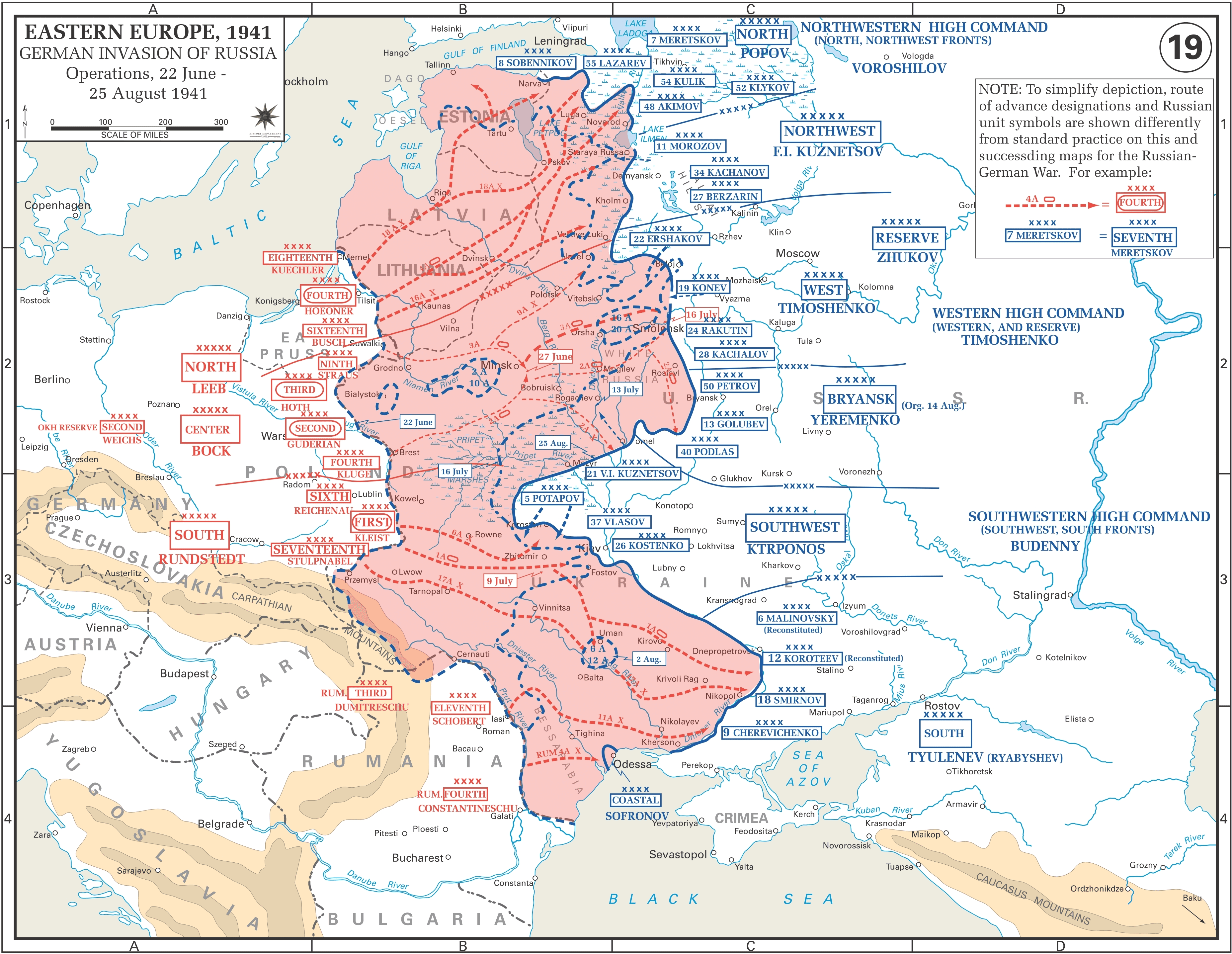
تقدم الالمان في مراحل عملية بربروسا أغسطس 1941

في الثالث من يوليو أعطى هتلر أوامره لمجموعات الپانزر باستئناف العمليات العسكرية نحو الشرق بعدما لحقت وحدات المشاة بالدروع. إلا أن عاصفة مطرية -وهي طبيعية بالنسبة لموسم الصيف الروسي- أبطأت تقدم الپانرز من مجموعة الجيوش الوسطى واستطاع الروس من زيادة قوة دفاعاتهم. هذا التأخير أعطى السوفييت الوقت بالتحضير لهجوم مضاد ضد مجموعة الجيوش الوسطى، حيث كان الهدف النهائي لتلك الجيوش هي سمولينسك التي تشرف على الطريق إلى موسكو، وعلى الألمان مواجهة خط دفاعي سوفييتي قديم تحصنت به ستة جيوش. فبدأ السوفييت بشن هجوما مضادا هائلا في 6 يوليو باستخدام الفيلق الميكانيكي الخامس والسابع من الجيش العشرين، فاصطدم مع فيالق الپانرز 39 و47 الألمانية في معركة خسر فيها الجيش الأحمر 832 دبابة من أصل 2000 في خمسة أيام من القتال الشرس. وسبب سحق الألمان لهذا الهجوم المضاد إلى مصادفة وجود طائرات السرب الوحيد للوفتواف القادرة على اختراق الدبابات. فعبر جيش الپانزر الثاني نهر الدنيبر وأغلق على سمولينسك من الجنوب، بينما قام جيش الپانزر الثالث بعد سحق الهجوم السوفيتي بالإغلاق المدينة من الشمال، فعلقت بين فكي الكماشة 3 جيوش سوفيتية. وقد استولت فرقة پانزر التاسعة والعشرين على سمولينسك في 16 يوليو ومع ذلك ظلت هناك فجوة داخل مجموعة الجيوش الوسطى. وفي 18 يوليو تقدمت مجموعات الپانزر مسافة عشرة كيلومتر (6.2 ميل) لسد الثغرة، إلا أنها لم تغلق حتى 5 أغسطس عندما أُسر أكثر من 300 ألف جندي من الجيش الأحمر ودمرت 3205 دبابة سوفياتية. وتمكن عدد كبير من جنود الجيش الأحمر من الفرار ليكونوا حاجزا بين الألمان وموسكو مع استمرار المقاومة.
أدرك الألمان بعد مرور أربعة أسابيع من الحملة أنهم استخفوا بقوة السوفييت. وكانت القوات الألمانية قد استخدمت إمداداتها الأولية، وسرعان مااستنتج الجنرال بوك أن الجيش الأحمر لم يظهر كل قوته، وأيضا ازدادت الصعوبات الألمانية بسبب المشاكل اللوجستية من التموين والذخيرة. وبدأت العمليات بالتباطؤ حتى يتم إعادة تزويد الوحدات بالمؤن اللازمة؛ مهد هذا التأخير لتبني إستراتيجية جديدة تتناسب مع الوضع المستحدث. ففقد هتلر ثقته بمعارك التطويق وذلك لتمكن أعداد ضخمة من السوفييت من الهرب من معارك الكماشة. وقد اعتقد بأنه قادرٌ على إلحاق الهزيمة بالسوفيت بتوجيه ضربة قوية لاقتصادهم ليحرمهم من عمليات الإنتاج للاستمرار في الحرب ما معناه ايقاف العمليات الصناعية في وسط خاركوف وحوض دونيتس والسيطرة على آبار نفط القوقاز في الجنوب والاستيلاء السريع على ليننغراد وهي مركز أساسي للإنتاج العسكري في الشمال.
جادل الجنرالان فرانز هالدر آمر القيادة العليا للجيوش الألمانية وفيدور فون بوك قائد مجموعة الجيوش الوسطى ومعهم معظم الجنرالات المشاركين في عملية بربروسا بشدة حول وجوب التوجه المباشر نحو موسكو عوضًا عن القيام بعمليات في الشمال والجنوب، وذلك للأهمية النفسية عند الإستيلاء على العاصمة السوفيتية، بالإضافة إلى أن موسكو كانت مركزا رئيسيا لإنتاج الأسلحة ومركز عمليات النقل واتصالات السوفيت. وأشارت تقارير المخابرات إلى أن الجزء الأكبر من الجيش الأحمر تم نشره بالقرب من موسكو بقيادة سيميون تيموشينكو للدفاع عنها. وقد أرسل هالدر وبوك الجنرال هاينز جوديريان قائد الجيش الثاني بانزر إلى هتلر لإقناعه بمواصلة الهجوم على موسكو، إلا أن هتلر أصدر أمرا إلى جوديريان (متجاوزا بوك وهالدر) بإرسال دبابات مجموعة الجيوش الوسطى إلى الشمال والجنوب فأوقف التقدم نحو موسكو مؤقتا. واقتناعا منه بحجة هتلر عاد غودريان إلى ضباطه القياديين متخذا خطوة بالإنتقال إلى خطة الفوهرر مما أدى إلى ازدراءه.

### شمال فنلندا
انطلق الجيش النرويجي في 29 يونيو ليستولي على مورمانسك في هجوم الكماشة. واقترب هجوم الكماشة الشمالي بقيادة فيلق الجبل النرويجي من مورمانسك خلال عبوره حدود بيتسامو. ولكن التقدم الألماني بعد تأمين رقبة شبه جزيرة ريباتشي ووصولهم إلى نهر ليتسا قد توقف في منتصف يوليو بسبب المقاومة العنيفة للجيش 14 السوفيتي. فحاول الألمان اختراق الجبهة خلال عدة هجمات ولكنها لم تؤد إلى أي نتيجة مما أصبح طريقها نحو بربروسا مسدودا أمام الألمان.
اما الكماشة الأخرى فبدأ هجومها في 1 يوليو بهجوم الفيلق الألماني 36 بالتعاون مع الفيلق الثالث الفنلندي لاستعادة منطقة سالا لفنلندا ثم توجه شرقا لقطع طريق سكة حديد مورمانسك بالقرب من كاندالاكشا. وواجهت الوحدات الألمانية صعوبة كبيرة في التعامل مع ظروف القطب الشمالي، إلا أنهم وبعد قتال عنيف تمكنوا من احتلال سالا في 8 يوليو. وللحفاظ على قوة الدفع تقدمت القوات الألمانية الفنلندية شرقا إلى أن توقفت في بلدة كيرالي أمام المقاومة السوفيتية. وفي جهد مستقل توجه الفيلق الثالث الفنلندي جنوبا كي يصل سكك مورمانسك الحديدية عبر تضاريس القطب الشمالي. وتمكن من تحقيق تقدم سريع عندما واجه فرقة واحدة فقط من الجيش 7 السوفيتي. وفي 7 أغسطس استولوا على كستنغا عند وصولهم ضواحي أوختا. ولكن تعزيزات الجيش الأحمر الضخمة منعت أي مكاسب اضافية في كلا الجبهتين، وانتقلت القوة الألمانية-الفنلندية من الهجوم إلى الدفاع.

### كاريليا
كانت الخطة الفنلندية في الجنوب في كاريليا هو التقدم نحو بحيرة لادوغا بأسرع ماأمكن، فاخترقت القوات السوفيتية بالمنتصف. فاستعادت الأراضي الفنلندية شرق بحيرة لادوغا قبل البدء بالتقدم بمحاذاة مضيق كاريليان كي تستعيد فيبورغ. وبدأ الهجوم الفنلندي في 10 يوليو حيث امتاز جيش كاريليا بالكثرة أمام المدافعين السوفييت من الجيش 7 والجيش 23 لذلك تمكن من التقدم بسرعة. فاستولى على مفترق طرق هام في لويمولا في 14 يوليو. بحلول 16 يوليو وصلت أولى الوحدات الفنلندية بحيرة لادوغا في كورينوجا، فتمكنت من تحقيق هدفها وهو تقطيع القوة السوفيتية، ثم تقدم إلى الجنوب الشرقي نحو كاريليا خلال بقية يوليو فتوقف عند الحدود الفنلندية السوفيتية السابقة في مانزيلا.
مع تقليص القوات السوفيتية إلى النصف بدأ الهجوم على مضيق كاريليان. فحاول الجيش الفنلندي تطويق تشكيلات سوفيتية كبيرة في سورتافالا وهيتولا من خلال التقدم إلى الشواطئ الغربية لبحيرة لادوغا. وبحلول منتصف أغسطس نجحت عملية التطويق واستولوا على كلتا المدينتين ولكن العديد من التشكيلات السوفيتية تمكنت من الهرب عن طريق البحر. وإلى الغرب انطلق الفنلنديون ليهاجموا فيبورغ، ومع انهيار المقاومة السوفيتية تمكنوا من تطويق المدينة عن طريق التقدم نحو نهر فووكسي، فاستولوا عليها في 30 أغسطس، إلى جانب التقدم واسع على باقي مضيق كاريليان. وبحلول بداية سبتمبر تمكنت فنلندا من استعادة حدودها قبل حرب الشتاء.

## المرحلة الثالثة

### وسط روسيا
بحلول منتصف يوليو تقدم الألمان عدة أميال داخل كييف جنوب مستنقعات بريبيت، ثم توجه بعدها جيش الپانزر الأول نحو الجنوب بينما قام الجيش الألماني الـ17 بالانقضاض شرقًا فحاصر ثلاثة جيوش سوفييتية بالقرب من أومان. وبعد سحق الجيب السوفييتي عادت الدبابات وتوجهت شمالًا فعبرت نهر الدنيبر، في هذه الأثناء افترق جيش الپانزر الثاني عن مجموعة الجيوش الوسطى وعبر نهر ديسنا مع الجيش الثاني وعلى إثر ذلك تمكنوا من حصار 4 جيوش سوفييتية واجزاء من جيشين آخرين.
بحلول شهر أغسطس ومع تقلص منافع سلاح الطيران لوفتواف وتضائل مخزوناتها بسرعة نتيجة للقتال، عاد الطلب على الدعم الجوي بقوة مع استعادة الطيران السوفييتي (VVS) نشاطه. فوجدت لوفتواف نفسها أنها تكافح كي تحافظ على التفوق الجوي في المعارك. ومع بداية ظهور الاحوال الجوية السيئة في أكتوبر اضطرت لوفتاف إلى وقف جميع عملياتها الجوية. أما الطيران السوفييتي وبالرغم من أنه واجه نفس الصعوبات الجوية، إلا أنه امتاز بالأفضلية بالطيران بفضل تجربة ماقبل الحرب بالتحليق في الطقس البارد، وحقيقة أنه كان يعمل من قواعد جوية ومطارات سليمة. وبحلول ديسمبر تمكن الطيران السوفييتي من أن يصبح ندا للوفتواف وحتى أنه كان يضغط لتحقيق تفوق جوي في ساحات القتال.

### ليننغراد
بدأ جيش الپانزر الرابع هجومه الأخير على ليننغراد بعدما وصلته التعزيزات من مجموعة جيش الوسط والمتمثلة بالدبابات. في 8 أغسطس تمكن جيش الپانزر من اختراق دفاعات السوفيت، حيث هاجم الجيش الـ16 الألماني الجهة الشمالية الشرقية، وهاجم الجيش الـ18 الألماني استونيا وتقدم نحو بحيرة بايبس، بنهاية أغسطس كان جيش الپانزر الرابع قد تقدم مسافة 48 كيلومتر (30 ميل) من ليننغراد أما الفنلنديين فقد قاموا بالاندفاع جنوب شرق بحيرة لادوغا وصولا إلى الحدود الفنلندية-السوفيتية القديمة.

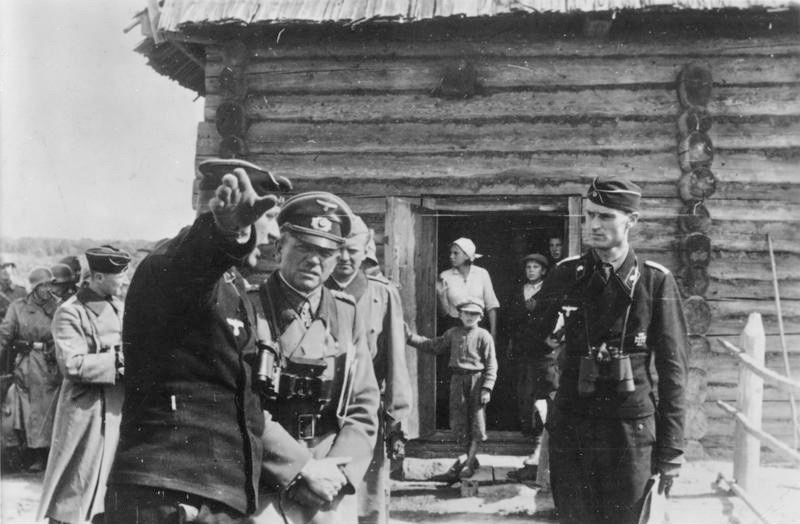
الجنرال جوديريان في موقع القيادة الأمامية لفوج بانزر بالقرب من كييف، 1941

مع بداية هجوم الألمان على لينينغراد في أغسطس 1941؛ عمل 400,000 من سكان المدينة على بناء تحصينات للمدينة مع استمرار القتال في «الأشهر السوداء» الثلاثة التالية لسنة 1941، في حين انضم 160,000 آخرين إلى صفوف الجيش الأحمر. فازدادت الروح السوفياتية الجماعية في كل مكان قوة في مقاومة الألمان في لينينغراد فانضمت القوات الاحتياطية ووحدات ميليشيا نارودنو (أوبولتشيني) الحديثة التي تكونت من كتائب العمال وأيضا من تشكيلات الطلبة في حفر الخنادق وهم مستعدون للدفاع عن المدينة. وفي 7 سبتمبر استولت الفرقة ال 20 الآلية الألمانية على شليسلبورغ فقطعت جميع الطرق البرية على لينينغراد. وقطع الألمان خط الحديد تجاه موسكو واستولوا على سكة حديد مورمانسك بمساعدة فنلندية لتدشين بداية حصار استمر لأكثر من عامين.
في هذا المرحلة كان هتلر قد أعطى أوامره بأن تُمسح مدينة ليننغراد من على وجه الأرض دون أخذ أي أسير، وبحلول التاسع من سبتمبر بدأت مجموعة جيش الشمال اندفاعها الأخير وبغضون عشرة أيام تقدمت 11 كيلومتر (6.8 ميل) من المدينة إلا أن الاندفاع في 10 كـم (6.2 ميل) الأخيرة كان بطيئًا وازدادت الخسائر. فقد هتلر صبره وقال إن ليننغراد لا يجب اقتحامها بل يجب إخضاعها بالمجاعة. وبذلك أصدرت القيادة العليا التوجيه رقم 41/1601 في 22 سبتمبر 1941 الذي أعطى ملائمة لخطط هتلر. وقد جردت مجموعة الجيوش الوسطى قواتها من بانزر فبقي ثابتا مما جعله عرضة للعديد من الهجمات السوفيتية المضادة ولا سيما هجوم يلنيا الذي عانى فيه الألمان من أول هزيمة تكتيكية كبرى منذ بدء الغزو؛ أعطى هذا النصر للجيش الأحمر دفعة قوية جدا للروح المعنوية السوفيتية. دفعت هذه الهجمات هتلر إلى ان يراجع مرة أخرى اهتمامه إلى مجموعة الجيوش الوسطى ودفعها تجاه موسكو. فتلقى جيشي بانزر الثالث والرابع الأوامر بقطع حصار لينينغراد وأن يتوجهوا صوب مجموعة الجيوش الوسطى لدعمها في الهجوم على موسكو.

### كييف
قبل البدء بالهجوم على موسكو كان لابد من إنهاء العمليات العسكرية في كييف. فنصف مجموعة جيش الوسط راوح مكانه إلى الجنوب في الخلف من كييف، في حين انتقلت مجموعة جيش الجنوب إلى الشمال من رأس جسر دنيبر. واكتمل تطويق القوات السوفيتية في كييف في 16 سبتمبر. وتلا ذلك معركة عنيفة قام الالمان فيها بدك القوات السوفييتية بالدبابات والمدفعية والقصف الجوي. وبعد 10 أيام من القتال الشرس ادعى الألمان أنهم اسروا 665,000 من الجنود السوفييت، على الرغم من أن الرقم الحقيقي على الأرجح كان حوالي 220,000 أسير. أما الخسائر السوفيتية فكانت 452,720 رجلا و3,867 قطعة مدفعية وقذائف هاون من 43 فرقة من الجيوش السوفيتية ال5 وال24 وال26 وال37. وعلى الرغم من الاستنزاف والخسائر التي واجهت بعض الوحدات الألمانية (أكثر من 75 في المئة من رجالها) نتيجة للقتال المكثف، إلا أن الخسارة الهائلة للسوفيات في كييف وهزائم الجيش الأحمر خلال الأشهر الثلاثة الأولى من العملية ساهمت بافتراض الألمان أن عملية تايفون (الهجوم على موسكو) لها امكانية النجاح.

### وسط وشمال فنلندا

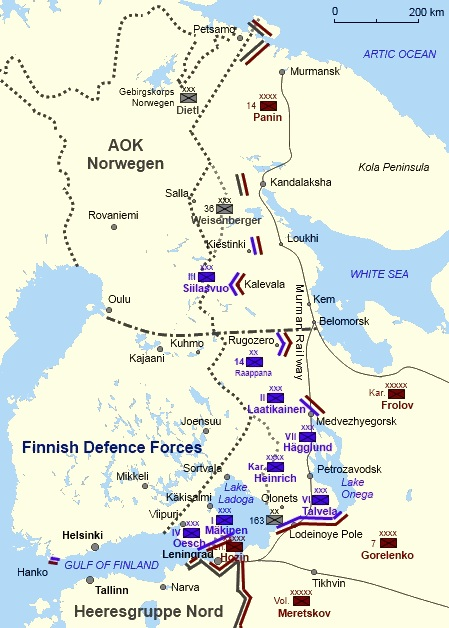
الجبهة في فنلندا، ديسمبر 1941

استأنف التقدم الألماني الفنلندي على سكة حديد مورمانسك في كيرالي في وسط فنلندا. فجرت عملية تطويق كبرى من الشمال والجنوب لمحاصرة الفيالق السوفيتية والسماح للفيلق 36 بالتقدم شرقا. فوصلت في أوائل سبتمبر إلى تحصينات الحدود السوفيتية القديمة لسنة 1939. فتم اختراق خط الدفاع الأول في نهر فويتا في 6 سبتمبر، ولكن لم تتمكن الهجمات على الخط الرئيسي في نهر فيرمان من اختراقه. فنقل الجيش النرويجي جهوده الرئيسية جنوبا أمام الجمود في هذا القطاع. وفي الجنوب شن الفيلق الثالث الفنلندي هجوما جديدا على سكة حديد مورمانسك في 30 أكتوبر مدعوما بتعزيزات من الجيش النرويجي لمواجهة المقاومة السوفيتية، فتمكنت من الوصول لمسافة 30 كيلومتر (19 ميل) من السكك الحديدية. عندها أمرت القيادة العليا الفنلندية بوقف جميع العمليات الهجومية في القطاع يوم 17 نوفمبر بسبب ضغوط الولايات المتحدة الأمريكية الدبلوماسية عليها بعدم تعطيل شحنات المساعدات المتحالفة إلى الاتحاد السوفيتي، الأمر الذي دفع الحكومة الفنلندية إلى وقف التقدم على سكة حديد مورمانسك. ومع رفض فنلندا القيام بأي عمليات هجومية إضافية وأيضا عدم قدرة ألمانيا على القيام بذلك بمفردها، فإن الجهد الألماني الفنلندي في وسط وشمال فنلندا قد وصل إلى نهايته.

### كاريليا
ضغط الألمان على فنلندا لتوسيع انشطتها الهجومية في كاريليا لمساعدتهم في عملية لينينغراد. إلا أن الهجمات الفنلندية على لينينغراد نفسها ظلت محدودة. وقد أوقفت تقدمها قبل وصولها لينينغراد بمسافة قريبة حيث لم يكن لديها نية لمهاجمتها. أما في شرق كاريليا فقد كان الوضع مختلفا، حيث وافقت الحكومة الفنلندية على إعادة الهجوم على كاريليا السوفيتية للوصول إلى بحيرة أونيغا ونهر سفير. وفي 4 سبتمبر أطلقت حملتها الجديدة من على جبهة واسعة. على الرغم من تعزيز المدافعين السوفييت للجيش 7 بقوات احتياط جديدة إلا أن الخسائر فادحة أتت من مكان آخر على الجبهة مما يعني أنهم لم يكونوا قادرين على مقاومة التقدم الفنلندي، فسقطت أولونتس في 5 سبتمبر. ثم وصلت الوحدات الأمامية الفنلندية إلى نهر سفير في 7 سبتمبر، ثم سقطت عاصمة المنطقة بيتروزوفودسك في 1 أكتوبر. من هناك تحرك جيش كاريليا شمالا محاذيا لساحل بحيرة أونيغا لتأمين ماتبقى من منطقة غرب بحيرة أونيغا، وفي الوقت نفسه أنشئ موقع دفاعي على طول نهر سفير. ومع دخول الشتاء استمروا بالتقدم ولكن ببطء خلال الأسابيع التالية. فدخلوا مدينة بيتروزوفودسك في 5 ديسمبر ثم بوفنتسا في اليوم التالي. وتوقفت فنلندا في 7 ديسمبر عن جميع العمليات الهجومية وانتقلت إلى موقف الدفاع.

## المرحلة الرابعة

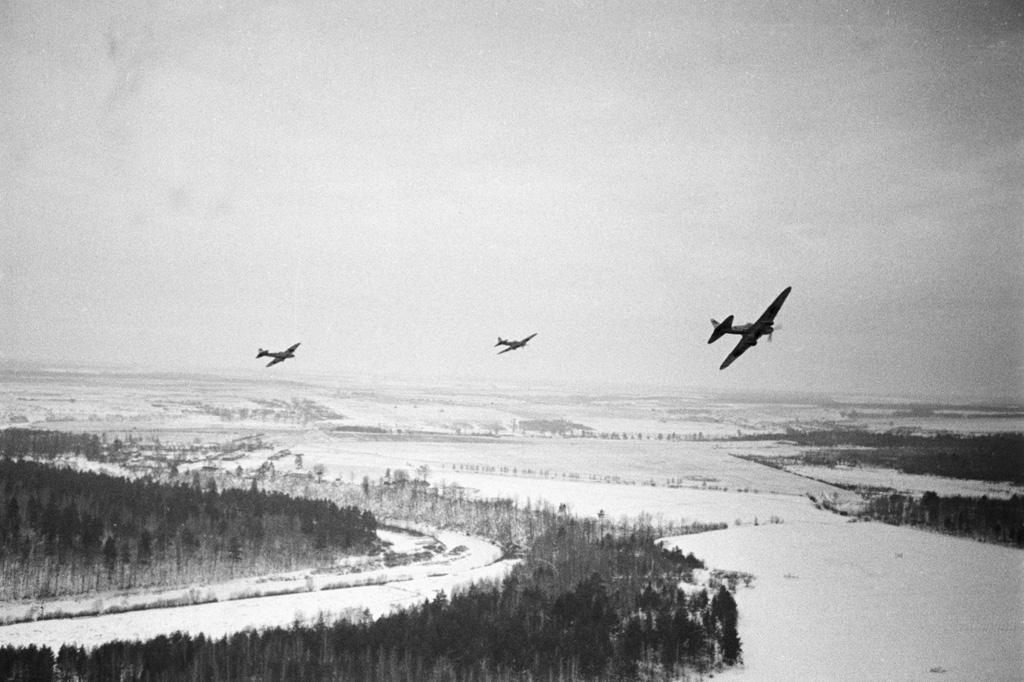
الطائرات السوفيتية تحلق فوق مواضع الجيش الألماني قرب موسكو

بعد الهزيمة في كييف فقد الجيش الأحمر تفوقه العددي على الالمان ولم يعد هناك جنود احتياط ليتم ارسالهم لميدان المعارك. للدفاع عن موسكو قام ستالين بتوزيع 800,000 رجل ضمن 83 فرقة عسكرية 25 منها كانت ذو تاثير أو على مستوى من الفعالية القتالية. في 30 سبتمبر 1941 بدأ الالمان بتنفيذ عملية تايفون وهي التوجه نحو موسكو، كان امام مجموعة جيش الوسط سلسلة من الخطوط الدفاعية أولها فيازما وثانيها موجايسك. بدأ الفلاحون الروس يفرون من الوحدات الألمانية المتقدمة ويحرقون محاصيلهم المحصودة ويقودون أبقارهم ويدمرون المباني في قراهم كجزء من سياسة الأرض المحروقة التي تهدف إلى منع آلة الحرب النازية من الإمدادات والمواد الغذائية اللازمة.
أولى الضربات التي فاجأت السوفيت كانت انقضاض جيش الپانزر الثاني العائد من الجنوب على أوريول والتي تقع على بعد 121 كـم (75 ميل) جنوب خط الدفاع السوفيتي الرئيس الأول. وبعدها بثلاثة أيام اندفعت وحدات الپانزر نحو بريانسك فيما قام الجيش الثاني بالهجوم من الغرب مطوقين بذلك الجيوش ال 3 وال 13 السوفيتية، إلى الشمال هاجم جيش الپانزر ال 3 وال 4 مدينة فيازما مطوقين 5 جيوش سوفيتية وهي 19 و20 و24 و32 وبذلك فان الخط الدفاعي الأول لموسكو قد تبعثر، هذا الجيب كلف السوفيت 663,000 اسير وبهذا أصبح العدد الكلي للاسرى السوفيت منذ بدأ الاجتياح 3 ملايين جندي وماتبقى للسوفيت هو 90,000 رجل و 150 دبابة للدفاع عن موسكو.
أعلنت الحكومة الألمانية توقعاتها بالإستيلاء الوشيك على موسكو وحاولت اقناع المراسلين الأجانب بقرب انهيار السوفييت. في 13 أكتوبر تقدم جيش الپانزر الثالث مسافة 140 كـم (87 ميل) من العاصمة. وأعلن عن تنفيذ الاحكام العرفية في العاصمة موسكو. كان الطقس في تدهور مستمر منذ بدأ عملية تايفون مع انخفاض درجات الحرارة واستمرار هطول الأمطار محولا شبكة الطرق غير معبدة إلى وحل مما أدى إلى صعوبة الدبابات الألمانية في اجتيازها واصبحت تتقدم بواقع 2 ميل(3 كيلومتر) يوميا، في حين أن الدبابات السوفييتية T-34 لها مسار أوسع وملائمة أكثر للمرور على الوحل. فتدهورت الإمدادات بشكل كبير مما دفع القيادة العليا للجيش الألماني في 31 أكتوبر إلى وقف عملية تايفون مؤقتا وذلك لإعادة تنظيم الجيوش، هذا التوقف المؤقت اعطى السوفيت الوقت الكافي لتعزيز مواقعهم وتنظيم تشكيلات من الاحتياطين الناشطين حديثا. بفضل شبكة السكك الحديد التي يستخدمها الجيش الأحمر قام السوفيت بتنظيم 11 جيش جديد خلال فترة شهر أو أكثر ضمت 30 فرقة عسكرية من القوات السيبيرية تم استدعائها من الشرق بعدما اكدت أجهزة الاستخبارات السوفيتية لستالين انه ليس هناك خطر من اليابانيين. فوصل خلال شهري أكتوبر ونوفمبر 1941 أكثر من 1,000 دبابة و 1,000 طائرة إلى جانب القوات السيبيرية للمساعدة في الدفاع عن المدينة.

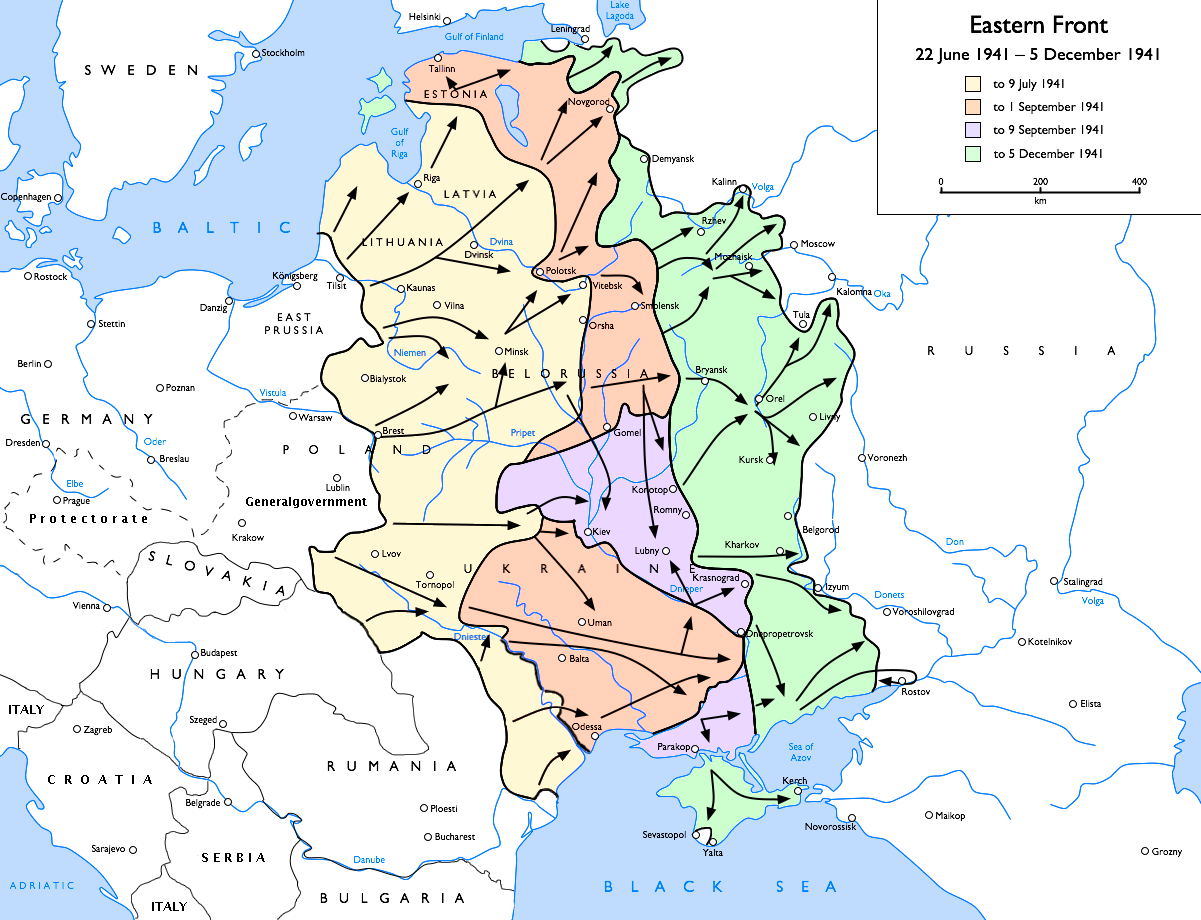
الجبهة الشرقية عند الهجوم على موسكو:
تقدم الفيرماخت الابتدائي- حتى يوليو 9, 1941
التقدم اللاحق- حتى سبتمبر 1, 1941
التطويق ومعركة كييف- حتى سبتمبر 9, 1941
تقدم الفيرماخت الاخير- حتى ديسمبر 5, 1941

مع تصلب الأرض بسبب الطقس البارد استأنف الألمان هجومهم على موسكو في 15 نوفمبر. وعلى الرغم من أن القوات نفسها قادرة على التقدم مرة أخرى، إلا أنه لم يطرأ تحسن في وضع الإمدادات. فواجه الالمان 6 جيوش سوفيتية وهي الجيش ال 5 و16 و30 و43 و49 و50. لذا خطط الالمان في ان يقوم جيش الپانزر ال3 و 4 بعبور قناة موسكو ليقوموا باقفال العاصمة من الشمال الشرقي. بينما يتولى جيش الپانزر الثاني بالهجوم على تولا واغلاق موسكو من الجنوب. وعلى اثر ذلك يتحرك السوفيت للاطراف للدفاع عنها، عندها يقوم جيش الپانزر الرابع بالهجوم على وسط المدينة. وبعد أسبوعين من القتال المتواصل وبنقصان الوقود والذخيرة تمكن الالمان من الزحف ببطئ نحو موسكو. إلا أنه تم صد هجوم جيش الپانزر الثاني في الجنوب، حيث قامت الوحدات السيبيرية في 22 نوفمبر وبدعم من الجيشين 49 و50 بالهجوم عليه فألحقت الهزيمة به. ولكن مجموعة بانزر الرابعة تمكنت من دفع الجيش السوفيتي ال 16 إلى الوراء، ونجحت في عبور قناة موسكو وبدأت عملية التطويق.
تمكن جزء من فرقة المشاة ال258 في يوم 2 ديسمبر من التقدم مسافة 24 كـم (15 ميل) من العاصمة موسكو، وقد كانوا قريبين جدا بحيث أن الضباط الألمان ادعوا أنهم استطاعوا رؤية أبراج الكرملين. وتمكنت كتيبة الإستطلاع من الوصول إلى بلدة خيمكي على بعد حوالي 8 كـم (5.0 ميل) من العاصمة السوفيتية، فاستولت على الجسر فوق قناة موسكو-فولغا وأيضا على محطة السكك الحديدية، وعد ذلك أقصى تقدم للقوات الألمانية إلى الشرق. وعلى الرغم من التقدم المحرز إلا أن تلك الفترة يكون موسم العواصف الثلجية قد بدأ وبدأت معه معاناة الفيرماخت الذي لم يكن مجهزا للخوض في معارك شتوية وإن كان الجيش السوفيتي أكثر ملائمة للقتال في ظروف الشتاء وإن واجههم نقص الإنتاج من الملابس الشتوية. ولكن تبقى القوات الألمانية هي الأسوأ في المعاناة مع الثلوج العميقة التي تعوق المعدات والحركة. وتسبب الطقس السيئ بتقويض فعالية سلاح الجو الألماني (اللوڤتڤاف)، مما منع العمليات الجوية واسعة النطاق. ووصل عدد الوحدات السوفيتية التي انشئت حديثا بالقرب من موسكو أكثر من 500,000 رجل، مما جعلها تقوم بهجوم مضاد هائل ضد الألمان يوم 5 ديسمبر، وتوقف الهجوم في 7 يناير 1942 بعد دفع الجيوش الألمانية العودة مسافة 100-250 كم (62-155 ميل) من موسكو. وبدا أن الفيرماخت قد خسر معركة موسكو. فعملية اجتياح الاتحاد السوفيتي كلفت الجيش الألماني أكثر من 830,000 رجل.

## النتائج
بعد فشل معركة موسكو بدأت مراجعة جميع الخطط الألمانية لهزيمة الاتحاد السوفيتي، فقد تسببت الهجمات السوفيتية المضادة في ديسمبر 1941 بوقوع خسائر فادحة لكلا الجانبين، ولكنها أدت في النهاية إلى القضاء على التهديد الألماني لموسكو. وفي محاولة لشرح الأوضاع أصدر هتلر التوجيه رقم 39 الذي أشار فيه أن دخول فصل الشتاء والبرد الشديد أدى إلى فشل ألمانيا، في حين أن السبب الرئيسي هو عدم استعداد ألمانيا العسكري لمثل تلك المؤسسة العملاقة. كان تحت تصرف الفيرماخت في 22 يونيو 1941 حوالي 209 فرقة منها 163 فرقة هجومية. وبعد أقل من عام من غزو الاتحاد السوفيتي أي في 31 مارس 1942 قلصت قدرات الفيرماخت الميدانية إلى 58 فرقة هجومية. عناد الجيش الأحمر وقدرته الفعالة على الهجوم المضاد فاجئ الألمان بقدر ما فاجئ السوفيات الهجوم الألماني عليهم. كان ستالين وبدعم من دفاعه الناجح وفي محاولة لتقليد الألمان أراد أن يبدأ حملته الخاطفة وليس فقط ضد القوات الألمانية التي تحيط بموسكو ولكن ضد جيوشهم في الشمال والجنوب. تسببت الهجمات الألمانية الفاشلة غضب هتلر فأعفى المارشال فالتر فون براوخيتش من منصبه، واستلم شخصيا قيادة الجيش الألماني بتاريخ 19 ديسمبر 1941.
تأثر الاتحاد السوفيتي بشدة من الصراع حيث فقد مساحات واسعة من أراضيه، وعانى من خسائر ضخمة في الرجال والعتاد. ومع ذلك فقد أثبت الجيش الأحمر قدرته على مواجهة هجمات الفيرماخت، خاصة عندما بدأ الألمان يعانون من نقص لا يمكن تعويضه من القوى العاملة والأسلحة والتموين والوقود. على الرغم من الزيادة الهائلة في الإنتاج سنة 1942 في شرق الأورال وأيضا سرعة نقل أسلحة الجيش الأحمر منها وخاصة الدروع وأنواع جديدة من الطائرات والمدفعية إلا أن الفيرماخت تمكن من شن هجوم آخر واسع النطاق في يوليو 1942 ولكنه قلص كثيرا جبهة المعارك مقارنة بالصيف الماضي. بعد أن أدرك هتلر أن إمدادات النفط في ألمانيا قد استنزفت بشدة وجه قواته للهجوم على حقول النفط في باكو بهدف الاستيلاء عليها، في عملية أطلق عليها اسم العملية الزرقاء. ولكن للمرة الثانية تمكن الألمان من اجتياح مساحات واسعة من الأراضي السوفيتية، إلا أنهم فشلوا في تحقيق أهدافهم النهائية بعد هزيمتهم في معركة ستالينغراد.
بحلول 1943 أضحى إنتاج الأسلحة السوفيتية يعمل بكامل طاقته وتخطى بقوة إنتاج ألمانيا الحربي. وكان آخر هجوم ألماني ضخم في مسرح العمليات الشرقي من الحرب العالمية الثانية قد انطلق مابين يوليو-أغسطس 1943 باسم عملية سيتاديل وهو الهجوم على جيب كورسك. حيث واجه مايقرب من مليون جندي ألماني قوة سوفيتية تعدادها 2.5 مليون جندى. وبعد فشل عملية سيتاديل أنطلق السوفييت بعد ذلك بهجمات مضادة حشدوا فيها ستة ملايين رجل بجبهة طولها 1500 ميل مقابل نهر دنيبر بعدما دفعوا الألمان تجاه الغرب. وفي نهاية المطاف تمكن الجيش الأحمر من تحرير الكثير من الأراضي التي احتلها الألمان قبل صيف 1944، وذلك باستخدام هجمات متطورة طموحة وتكتيكية إلى جانب إجراء تحسينات عملية في السرية والخداع. وقد أعطى تدمير مجموعة الجيوش الوسطى نتيجة عملية باغراتيون النجاح الحاسم للسوفييت؛ فتوالت هجماتهم سنة 1944 ضد مجموعات جيوش الشمال والجنوب الألمانية مما جعل آلة الحرب الألمانية تتراجع. وما أن حل يناير 1945 إلا وقد كان الجيش السوفيتي قد استهدف العاصمة الألمانية برلين. انتهت الحرب مع الهزيمة الكاملة والاستسلام ألمانيا النازية في مايو 1945.

### جرائم الحرب
بما أن الاتحاد السوفيتي لم يوقع على اتفاقية جنيف، ولكن هذا لا يعني أن جنوده لا تغطيهم الحماية التي توفرها الاتفاقية؛ أما ألمانيا التي وقعت على المعاهدة فقد كانت ملزمة بإعطاء أسرى الحرب السوفييت الرعاية وفقًا لأحكامها (كما فعلت عمومًا مع أسرى الحرب الحلفاء). ووفقا للسوفييت فهم لم يوقعوا على اتفاقية جنيف 1929 بسبب المادة 9 التي من خلالها فرضت فصلًا عنصريًّا لأسرى الحرب في مخيمات مختلفة وهذا يتنافى مع الدستور السوفيتي. وتنص المادة 82 من الاتفاقية على أنه «في حالة الحرب، وعندما ل ايكون أحد المتحاربين طرفا في الاتفاقية فإن أحكامه تظل سارية المفعول بين الأطراف المتحاربة». وعلى الرغم من ذلك فقد دعا هتلر إلى أن تكون المعركة ضد الاتحاد السوفييتي «كفاحًا من أجل الوجود» وشدد على «إفناء» الجيوش الروسية، وهي عقلية ساهمت في ارتكاب جرائم حرب ضد أسرى الحرب السوفييت. وقد كتب مارتن بورمان في مذکرة نازیة بتاريخ 16 یولیو 1941 مقتبسا من ھتلر قائلا: «یجب أن تکون المنطقة العملاقة [المحتلة] هادئة في أسرع وقت ممکن وھذا سیحدث في أحسن الأحوال إن کان ینبغي إطلاق النار على أي شخص یبدو غريبًا». وقد استفاد النازيون من عدم توقيع السوفييت على الاتفاقية بأنها كانت ورقة في أيديهم وبررت سلوكهم وفقا لذلك. ولكن حتى لو وقع السوفييت فمن المستبعد أن يوقف هذا سياسة الإبادة الجماعية النازية تجاه المقاتلين والمدنيين وأسرى الحرب السوفييت.

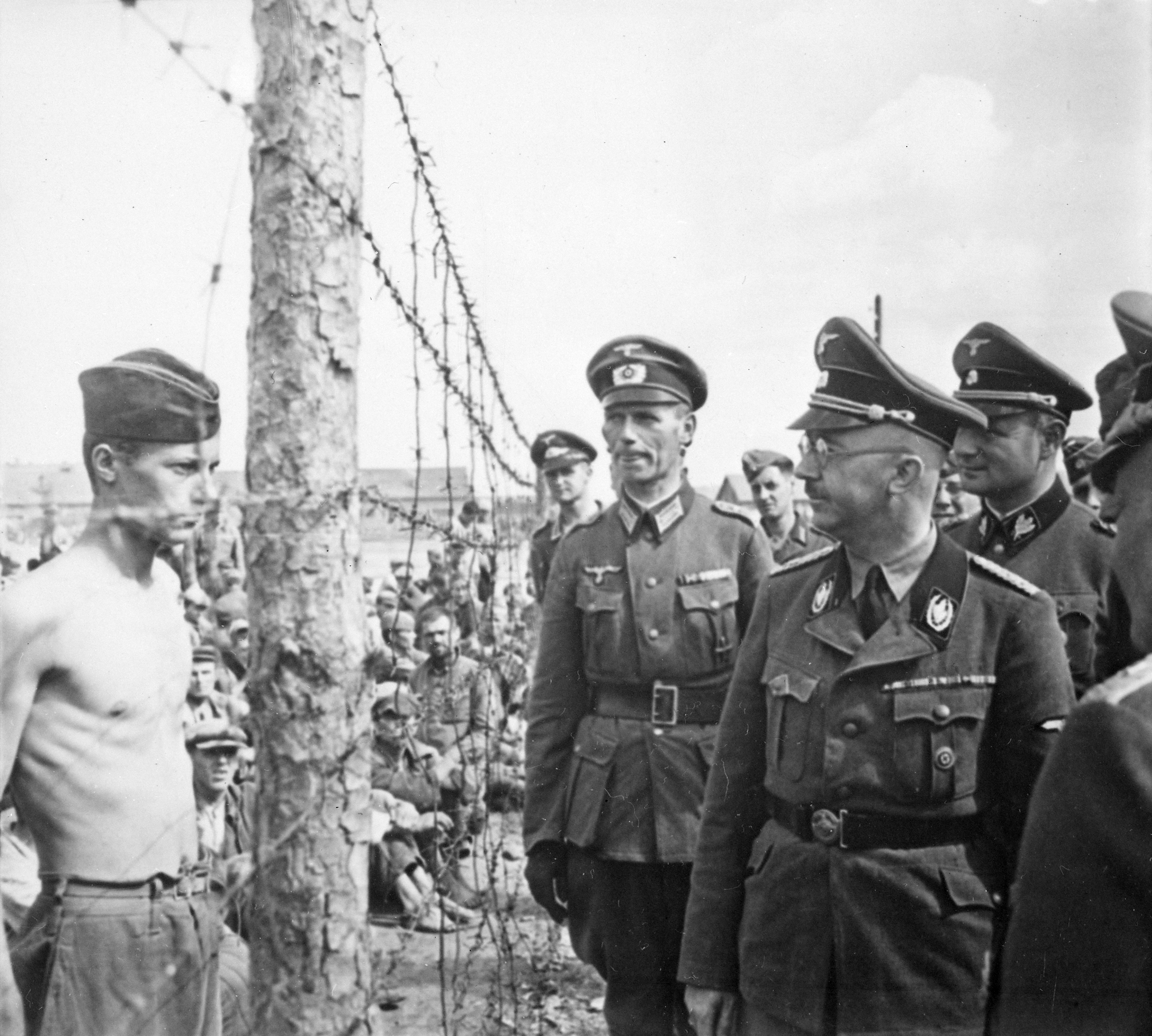
هملر خلال تفحصه مخيمًا لسجناء الحرب.

أصدر هتلر قبل الحرب أمر المفوضين الشهير الذي طالب فيه بقتل جميع المفوضين السياسيين السوفييت الذين أسروا في الجبهة فورا وبدون محاكمة. فساهم الجنود الألمان في عمليات القتل الجماعي هذه مع أعضاء أس أس-أينزاتسغروبن (بالألمانية: SS-Einsatzgruppen) وأحيانا على مضض بدعوى «الضرورة العسكرية». وفي عشية الغزو أُبلغ الجنود الألمان بأن معركتهم «تتطلب تدابير قاسية وقوية ضد محرضين بلشفيين ومقاتلين ومخربين ويهود والقضاء التام على كل المقاومة النشطة والسلبية». وسٌمح بالعقاب الجماعي ضد أي هجمات حزبية؛ إذا تعذر بسرعة التعرف على مرتكب الجريمة فإن الحل هو حرق القرى والإعدامات الجماعية التي تعد أعمالا انتقامية مقبولة. ومع أن غالبية الجنود الألمان استقبلوا تلك الجرائم بالرضا بسبب الدعاية النازية التي صورت الجيش الأحمر بالعرق الأدنى (أونترمينش)، إلا أن عدد قليل من الضباط الألمان البارزين احتجوا علنا على ذلك. وتوفي نحو مليوني أسير حرب سوفيتي من المجاعة خلال بربروسا وحدها. ولم يتمكن الكثير من أسرى الحرب الجائعون من المشي بأنفسهم . وبنهاية الحرب مات حوالي 58% من أسرى الحرب السوفييت في مراكز الإعتقال الألمانية.
نفذت الشرطة الألمانية والقوات العسكرية بالإضافة إلى المتعاونين المحليين جرائم منظمة ضد المدنيين بمن فيهم النساء والأطفال. قامت فرق الموت أينزاتسغروبن تحت قيادة مكتب الأمن الرئيسي للرايخ بمذابح كبيرة لليهود والشيوعيين في أراضي السوفيتية المحتلة. وفي 18 ديسمبر 1941 ناقش هيملر وهتلر «المسألة اليهودية» حيث أشار هيملر إلى نتيجة الاجتماع في كتاب تعيينه: «يجب أن يبادوا كالبارتيزان». ووفقا لما ذكره كريستوفر براوننج فإن هذا قد مثل القرار النازي «بإبادة اليهود وحل ماسمى «المسألة اليهودية» تحت غطاء قتل البارتيزان». ووفقا للسياسات النازية ضد الشعوب الآسيوية «الأدنى» كان للتركمان أيضا نصيب من الإضطهاد. فقد ذكر الأمير والي كاجوم خان في تقرير مابعد الحرب:بأنهم سجنوا في معسكرات الإعتقال تحت ظروف فظيعة حيث قتل أولئك الذين يعتقد أن لديهم سمات «منغولية» يوميا. كما استهدف إينزاتسغروبن الآسيويين حيث كانوا عرضة للتجارب الطبية المميتة والقتل في «معهد التمريض» في كييف. وقد كان هتلر يتلقى تقارير عن عمليات القتل الجماعي التي تقوم بها إينزاتسغروبن التي ترسلها أولا إلى مكتب الأمن الرئيسي للرايخ فيقوم هاينريش مولر رئيس الجيستابو بتجميعها في تقرير موجز.
أضحت ممارسة جنود الجيش الألماني التاسع هي حرق المنازل التي يشتبه في كونها أماكن اجتماعات البارتيزان وتسميم آبار المياه. ففي خاركوف رابع أكبر مدينة في الاتحاد السوفييتي أصبح الطعام فقط لعدد قليل من المدنيين الذين يعملون للألمان أما الباقي فقد تعرضوا للموت جوعا. وأرسل الألمان إلى ألمانيا الآلاف من السوفييت لاستخدامهم سخرة بدءا من سنة 1942.
أما مواطنو لينينغراد فقد تعرضوا لحصار وقصف عنيف استمر 872 يوما فمات فيه أكثر من مليون شخص من الجوع، منهم حوالي 400,000 طفل دون سن 14. وأدى الحصار الألماني الفنلندي إلى منع المدينة من الغذاء والوقود ومواد الخام حتى وصلت حصص الإعاشة إلى نسب منخفضة، فنال السكان غير العاملين أربعة أوقيات (خمس شرائح رقيقة) من الخبز وحساء وقليل من الماء يوميا. فجعل الجوع من سكان المدينة بأن أكلوا الحيوانات الحية والنافقة وكذلك أدوية الشعر والفازلين. وبلغ الجوع واليأس من البعض بان أكلوا لحم البشر؛ فسجلات السوفييت ذكرت أن 2،000 شخص اعتقلوا بسبب «اكلهم اللحم البشرية» خلال الحصار، 886 منهم خلال الشتاء الأول من عام 1941-42. وكانت خطة الفيرماخت هي حصار لينينغراد بالكامل وتجويع سكانها ومن ثم تدمير المدينة كلها.

#### العنف الجنسي
أضحى اغتصاب الجنود الألمان للنساء السوفيتيات ظاهرة مستشرية في الشرق حيث جرت فيها وبانتظام أعمالًا جنسية عنيفة. وفي بعض الأحيان ساهمت وحدات كاملة بتنفيذ ما يزيد عن ثلث حالات الاغتصاب الجماعي لتلك الجريمة. أما مايتعلق بالنساء اليهوديات فهن يقتلن على الفور عقب عملية الاغتصاب. وأكدت المؤرخة بيرجيت بيك أن استخدام المراسم العسكرية للسماح بالأعمال الوحشية وعلى عدة مستويات قد دمرت الأسس لأي محاكمة على جرائم العنف الجنسي التي ارتكبها الجنود الألمان في شرق الاتحاد السوفيتي. وادعت أيضًا أن الكشف عن مثل هذه الحالات كان محدودًا بحقيقة أن العنف الجنسي كثيرًا ما يحدث في مساكن المدنيين.

### الأهمية التاريخية
اعتبرت عملية بربروسا بأنها أكبر عملية عسكرية في التاريخ البشري، فقد نشر فيها أكثر عدد من الرجال والدبابات والذخيرة والطائرات أكثر من أي وقت مضى في هجوم واحد. وقد فتح الغزو مسرح الجبهة الشرقية للحرب العالمية الثانية وهي أكبر ساحة قتال للحرب خلال ذلك الصراع، وشهد مواجهات عنف وتدمير لم يسبق لهما مثيل منذ أربع سنوات أسفرت عن مقتل أكثر من 26 مليون شخص من السوفيات. وعدد قتلى الجبهة الشرقية هو أكثر من قتلى جميع المعارك الأخرى في أنحاء العالم خلال الحرب العالمية الثانية. وكان الضرر الذي لحق بالاقتصاد والمناظر الطبيعية هائلا بالنسبة للاتحاد السوفييتي حيث دمر مايقرب من 1,710 بلدة و70,000 قرية.
تسبب فشل عملية بربروسا وبالتالي اخفاق ألمانيا في تحقيق أهدافها في تغيير المشهد السياسي لأوروبا وتقسيمه إلى كتلتين شرقية وغربية. وقد ملئ الاتحاد السوفيتي الفراغ السياسي الذي خلفته العملية في النصف الشرقي من القارة عندما أمن ستالين غنائمه الإقليمية في الفترة 1944-1945 ووضع جيشه الأحمر في بلغاريا ورومانيا والمجر وبولندا وتشيكوسلوفاكيا والجزء الشرقي من ألمانيا. خوف ستالين من عودة أي قوة ألمانية وعدم ثقته في دول الحلفاء ساهمت في مبادرة سوفيتية لوحدة سلافية ثم تحالف لاحق لتلك الدول. وأشار المؤرخان ديفيد غلانتز وجوناثان هاوس إلى أن عملية بربروسا لم تؤثر على ستالين فقط ولكن على من تبعه من القادة السوفييت، حيث ادعيا أنها «لونت» العقلية الإستراتيجية على مدى «العقود الأربعة التالية» وحرضت على إنشاء "نظام متطور من دول عميلة وحاجزة لعزل الاتحاد السوفيتي عن أي هجوم مستقبلي محتمل". ونتيجة لذلك أصبحت أوروبا الشرقية شيوعية في تصرفها السياسي ووقعت أوروبا الغربية تحت التأثير الديمقراطي للولايات المتحدة وهي دولة غير مؤكدة لسياساتها المستقبلية في أوروبا.